# Dizi (Ethnie)
Die Dizi, auch Diizi, veraltet Maği, Maji, sind eine kleine Ethnie, die in einem abgelegenen Berggebiet in der Region der südlichen Nationen, Nationalitäten und Völker (YeDebub) im Südwesten von Äthiopien lebt und deren Sprache Dizi zu den omotischen Sprachen gehört. Vor der gewaltsamen Einverleibung der Region ins äthiopische Kaiserreich im Jahr 1898 betrug ihre Zahl zwischen 50.000 und 100.000. Durch Zwangsarbeit im amharischen feudalen Ausbeutungssystem (gabbar-System), Sklaverei, Hungersnöte und Krankheiten in den ersten Jahrzehnten des 20. Jahrhunderts wurden die Dizi stark dezimiert und ihre vormalige Gesellschaftsordnung und Kultur ging weitgehend verloren. Ende der 1930er Jahre lebten schätzungsweise noch etwa 10.000 Dizi. Bei der Volkszählung 2007 wurden 36.380 Menschen den Dizi zugerechnet. Der Hauptort der Dizi ist Maji mit rund 3000 Einwohnern (2005).
Die traditionelle Kultur der Ackerbau und in geringerem Umfang Viehzucht betreibenden Dizi enthält Einflüsse aus dem äthiopischen Hochland, die in mythischen Erzählungen mit Einwanderungen aus dem Norden verbunden werden, und von den in der Umgebung lebenden Niloten.

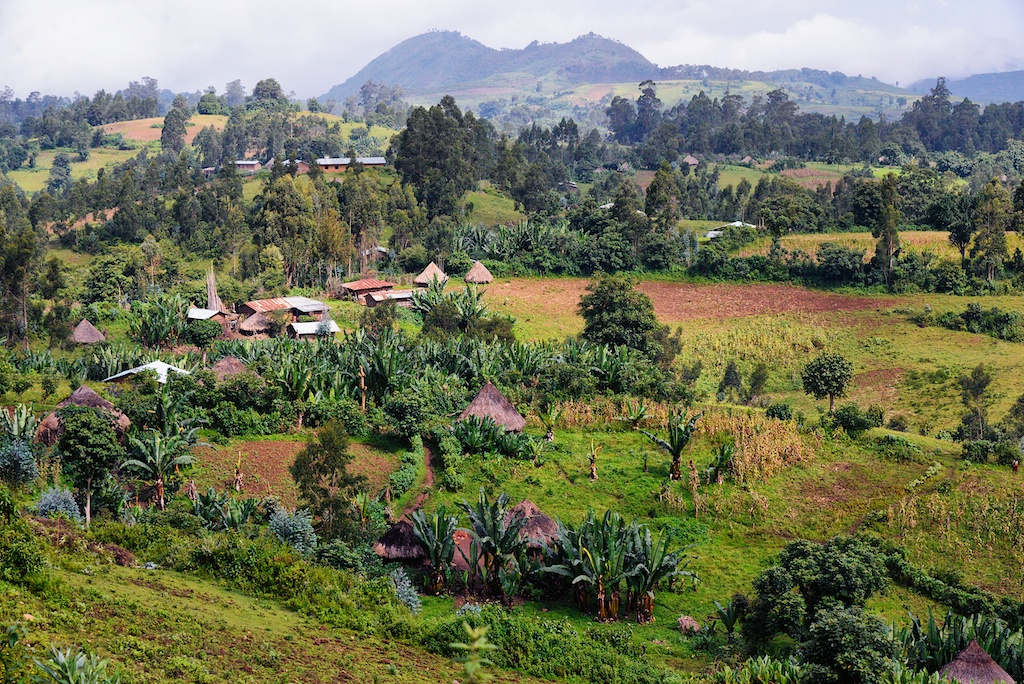
Streusiedlung im Dizi-Gebiet

## Lebensraum

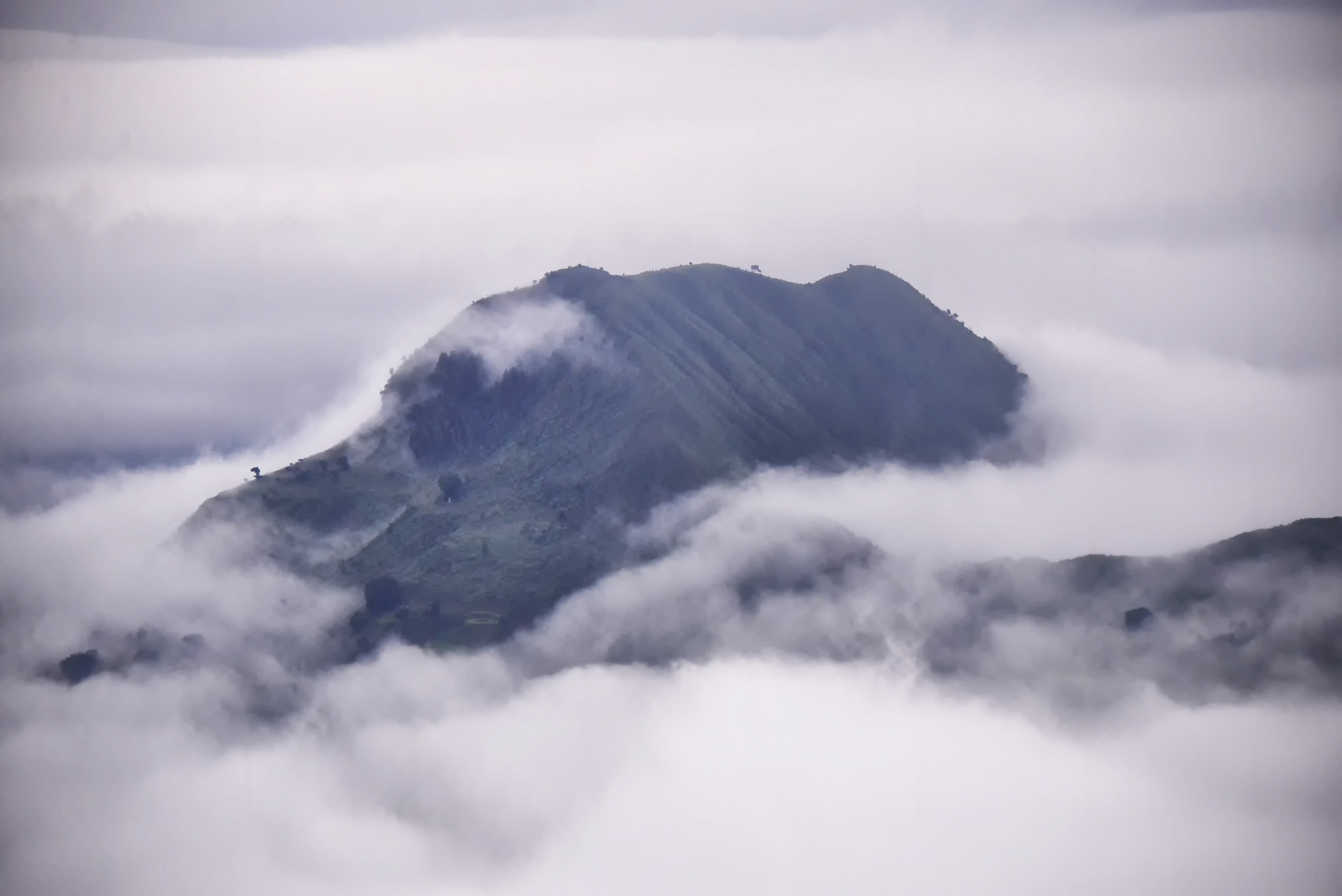
Wolkenverhangene Berge morgens

Die Bergregion des am Dreiländereck (Ilemi-Dreieck) zum Südsudan und zu Kenia gelegenen Südwesten Äthiopiens gehört entweder nicht mehr zum äthiopischen Hochland, weil sie durch einschneidende Grabenbrüche von jenem getrennt ist oder zu dessen äußersten südwestlichen Ausläufern. Die in der früheren Provinz Kaffa gelegenen Berge des Dizi-Siedlungsgebietes bilden kein zusammenhängendes Massiv, sondern bestehen aus einer Reihe zerklüfteter Grate und einzelner Schollen, die sich aus den umgebenden Ebenen erheben.
Im Osten wird das Berggebiet durch das Tal des Omo begrenzt, der im Hochland im Norden entspringt, nach Süden fließt und in den kenianischen Turkanasee mündet. Jenseits des Omo siedeln die Dime und östlich von diesen weitere Omotisch sprechende Ethnien wie die Ari, Gofa, Zala, Gamu, Konso und Koore (Koorete, Amarro). Im Norden reicht das Gebiet bis zum Tal des Akobo, an dessen Nordufer die mit den Dizi verwandten Sheko (Čako) leben. Beide Gruppen siedeln in den mittleren und oberen Lagen der Berge, getrennt durch das dünn besiedelte und schwer zu durchquerende Tiefland des Akobo. Der Akobo fließt in nordwestlicher Richtung und speist im Südsudan den Sobat, einen Nebenfluss des Weißen Nil. Im Westen und Südwesten fallen die Berge zunächst in eine Reihe von Hügeln ab, während sie im Süden direkt in die weite Savanne des Südsudan und Nordkenias übergehen.
Das von den Dizi bewohnte Berggebiet misst in Ost-West-Ausdehnung etwa 80 Kilometer und in Nord-Süd-Richtung etwa 50 Kilometer. Die zentralen Berge steigen von 1500 Metern im Gebiet Kolu im Süden über Adi kyaz in der Mitte mit durchschnittlich 1900 Metern Höhe bis zum Siski-Berg im Norden, der etwa 2700 Meter Höhe erreicht. Im Gebiet Maji (Maği) im Nordosten, das am dichtesten besiedelt ist, lebt das gleichnamige größte Häuptlingstum. Der Hauptort Maji befindet sich auf einer Höhe von 2360 Metern. Die Bergkämme verbreitern sich mancherorts zu einer Art Plateau. Weiter nördlich fällt in der Gegend Wor das Gebirge teilweise über Felsklippen mehrere 100 Meter bis in die Ebene ab. Die östliche und westliche Hälfte der Bergregion ist durch einen etwa 2000 Meter hohen und teilweise nur wenige Meter breiten Felskamm verbunden. Im Nordwesten besteht die Landschaft dagegen aus einem sanfthügeligen Plateau von etwa 1600 bis 1700 Metern Höhe, das durch einige tiefe Bachtäler unterbrochen wird. Dieses Gebiet, das früher fünf Häuptlingstümern Raum bot, ist kaum felsig und besitzt sehr fruchtbare Böden, die für den Kaffeeanbau genutzt werden. Die Hauptsiedlungsgebiete der Dizi liegen ansonsten zwischen 1800 und 2400 Meter hoch.
Zu jeder Jahreszeit ist mit teilweise starken Niederschlägen zu rechnen, der auch außerhalb der üblichen Regenzeit fällt. Die Dizi unterscheiden im Jahresverlauf eine regenreiche Zeit von Juni bis September (garu kyel, „Feucht-Zeit“) und eine eher trockene Zeit von September bis Mai (kay kyel, „Sonnen-Zeit“). Für den Anbau von Kaffee in den tieferen Lagen herrschen ideale Bedingungen bei häufigen längeren Nieselregen und Jahresniederschlägen, die nach einer groben Schätzung von 1963 um 1300 Millimeter liegen. Für das gesamte Omo-Gibe-Becken ergeben die Wetterdaten von 1981 bis 2016 ein Jahresmittel von knapp unter 1400 Millimetern Niederschlag.
Nur wenige Gipfelregionen können der kalten äthiopischen Höhenstufe (amharisch dega) über 2300 Meter zugeordnet werden. Die Quellen und Wasserläufe in den gemäßigten Zonen (woina dega) zwischen 1500 und 2300 Metern führen üblicherweise ganzjährig Wasser, während Flüsse (Zuflüsse des Omo oder Akobo) in Höhen um 1200 Meter in der Trockenzeit häufig völlig versiegen. In tieferen Lagen als 1000 Höhenmeter breitet sich die ostafrikanische Dornstrauchsavanne mit Niederschlägen unter 500 Millimeter aus. Mikroklimatische Besonderheiten überlagern die für das äthiopische Hochland eingeführten Höhenstufen und verschieben die Vegetationszonen, außerdem ist die ursprüngliche Vegetation in dichtbesiedelten Gebieten weitgehend verschwunden. Dies betrifft vor allem die einst hohen Wälder, an deren Stelle Erythrina brucei (Gattung Korallenbäume), Euphorbia candelabrum und ansonsten überwiegend niedriger Sekundärbusch getreten sind.
Südwest-Äthiopien war bis in die erste Hälfte des 20. Jahrhunderts nur in wochenlangen Märschen auf beschwerlichen Pfaden zu erreichen, die in der Regenzeit häufig unpassierbar waren oder wegen der Gefahr von Überfällen nicht begangen werden konnten. Als einzige Transportmittel dienten Maultiere. In den 1970er Jahren gab es eine wöchentliche Flugverbindung von Addis Abeba bis zu einer Landepiste in der Savanne, die anderthalb Tagesreisen vom Hauptort Maji entfernt lag. Ein durch die Savanne nach Westen in den heutigen Südsudan führender Weg wurde vor 1970 wegen der Gefahr von Überfällen aufgegeben und stattdessen ein schwieriger, aber sicherer Pfad über die Berge begangen.
Die Dizi und die benachbarten Ethnien, die omotische (früher westkuschitische) Sprachen sprechen, bilden eine eigenständige Sprachfamilie, die nur im Südwesten Äthiopiens vorkommt. Eine Untergruppe der omotischen Sprachen bilden drei Dizoid-Sprachen: neben Dizi die Sprachen Sheko und weiter östlich Nayi (Na'o). Die sprachliche Nähe ist bei der geographischen Entfernung zwischen diesen drei ethnischen Gruppen ungewöhnlich. Die Dizi sind im Norden, Osten und Südosten von der großen Gruppe der Oromo umgeben, die mit Oromo eine ostkuschitische Sprache sprechen. Die unmittelbar im Westen (Baale oder Zilmamo), Osten (Me'en oder Mekan) und Süden (Tirma und Tid) angrenzenden Volksgruppen sprechen nilotische Sprachen. Der ältere Name Maji (Maği) für die Dizi ist von ihrem früher größten Häuptlingstum im Gebiet der gleichnamigen Stadt abgeleitet.

## Forschungsgeschichte

Schematische Sprachenkarte von Südwest-Äthiopien. Dizi-Sheko und Nayi sind dunkelrot. Die übrigen Farbflecken der omotischen Sprachen sind umgeben von nilotischen Sprachen im Westen und Süden sowie von afroasiatischen Sprachen im Norden und Osten.

Die wissenschaftliche Erforschung der Dizi, die Mitte des 20. Jahrhunderts begann, war für die zurückliegende Zeit auf gelegentliche Erwähnungen in Reiseberichten seit dem Ende des 19. Jahrhunderts angewiesen. Durch die Entvölkerung des Gebiets in den Jahren nach der Eroberung durch das äthiopische Kaiserreich wurden die sozialen Strukturen zerstört und die alte Kultur verschwand in der Folge. Damit ging auch ein großer Teil der mündlichen Überlieferung verloren, die ansonsten bevorzugt von Würdenträgern erfragt werden kann.
Der früheste Reisebericht stammt vom italienischen Afrikaforscher Vittorio Bottego (1860–1897), der von zwei seiner Begleiter aufgezeichnet wurde (Lamberto Vanutelli und Carlo Citerni: L'Omo; viaggio d'esplorazione nell'Africa Orientale, Mailand 1899). Die Expedition startete von der Küste des Indischen Ozeans in Somalia und hatte die Region Wollega im Hochland zum Ziel. Die wenigen Mitglieder von Bottegos Expedition zogen 1895 bis 1897 durch unbekanntes, auf keiner Karte verzeichnetes Gebiet vom Turkanasee am Omo flussaufwärts durch das Gebiet der Dizi bis zum Abajasee; zu einer Zeit, als sich Äthiopien mit Italien im Krieg befand. Bottego, der bei einem Angriff von Oromo-Kriegern den Tod fand, beschreibt ein dicht besiedeltes Gebiet und nennt die Namen der Häuptlingstümer der Dizi, die er durchquerte.
Der russische Offizier Aleksandr Ksaver’evič Bulatovič (1870–1919) versuchte an der Wende zum 20. Jahrhundert die kolonialen Interessen des Russischen Kaiserreichs gegenüber dem verfeindeten Großbritannien zu vertreten, indem er in den Dienst der äthiopischen Armee trat und unter anderem 1898 an einem Feldzug zur Eroberung des Südwestens teilnahm, der durch die Gebiete Gimirra (in der ehemaligen Provinz Kaffa) und Dizi bis zum Turkanasee führte. Hierüber hielt er im Januar 1899 einen Vortrag vor der Russischen Geographischen Gesellschaft, den diese mit einer Silbermedaille auszeichnete. Nachfolgend wurde der Vortrag veröffentlicht und 1900 erschien er auch in italienischer Übersetzung. Neben einigen ethnografischen Angaben beinhaltet der Bericht zahlreiche sachliche Fehler und beschönigt die Grausamkeiten bei der Unterwerfung der militärisch unterlegenen Dizi, die keine Feuerwaffen kannten.
Die nachfolgenden britischen Forschungsreisenden und Verwaltungsbeamten trafen auf die bereits stark dezimierten Dizi, die sie in ihren Berichten meist nur mit wenigen Worten streifen. Zu ihnen gehörte der britische Offizier John Weston Brooke (1880–1908), der sich 1903 in einer Gruppe von vier Männern vom Mount Elgon nach Norden zum Turkanasee begab. Die knappen Aufzeichnungen enthalten Karten, einige Fotos und eine Bemerkung zu den Lippentellern der Mursi- und Surma-Frauen. Mursi sind eine südöstlich der Dizi lebende und Surma eine südlich angrenzende nilotische Ethnie. Eine vom britischen Offizier Charles William Gwynn (1870–1962) angeführte Expedition startete im Sommer 1908 – mitten in der Regenzeit – in Dire Dawa, um Details für die Grenzfestlegung im südwestlichen Äthiopien zu erkunden. Die sechs Briten zogen auf Maultieren reitend mit einer Karawane von etwa 90 Somali und 100 Kamelen zunächst am Awash flussaufwärts durch die Provinzen Arsi und Bale bis zum Handelsposten Ginir, der damals bereits seine Bedeutung verloren hatte. Im November zogen sie von Ginir weiter zum kenianischen Grenzort Moyale östlich vom Turkanasee und entlang der Grenze nach Westen. Nunmehr ohne Kamele fand die verkleinerte Gruppe im März 1909 in einem Gebiet westlich des Omo, das 1901 noch verlassen war, einige äthiopische Posten und später Menschen (darunter Mursi), mit denen die Verständigung schwierig war, da diese weder Amharisch, Oromo noch Somali sprachen. Die ethnographischen Informationen aus dem Umland der Dizi sind ansonsten gering.
Im Januar 1919 brachen der britische Major Laurence F. I. Athill und der Major Henry Darley mit 25 einheimischen Begleitern in der sogenannten Maji-Mission zu den Dizi (Maji) auf, um ein Scharmützel mit einigen Toten aufzuklären, das sich durch einen Fehler des Gouverneurs des Dizi-Gebiets zuvor an der dortigen äthiopisch-sudanesischen Grenze ereignet hatte. Durch die Ebene des Awasch ins Tal des Omo und über Kaffa erreichte die Gruppe Maji, „geographisch und administrativ...ein Außenposten des äthiopischen Reichs“, dessen Umgebung durch die äthiopische Besatzung entwaldet worden sei. Unter den äthiopischen Einflüssen erkennt er im Ort Maji eine orthodoxe Rundkirche und einen typisch äthiopischen Marktplatz mit herumschlendernden Soldaten und zahlreichen Bordellen. Bis hierher reichten die staatlich organisierte Leibeigenschaft und Sklaverei – bemerkt der genau beobachtende Athill – ebenso wie das aufgegebene Ackerland, das von der dezimierten Bevölkerung nicht mehr bestellt werden konnte.
Der britische Kolonialbeamte Arnold Hodson (1881–1944) war von 1923 bis 1926 Konsul in Maji und verfasste einige Aufsätze über seinen Aufenthalt und seine Ausflüge in Südwest-Äthiopien, die sich auf die Schilderung des eigenen Vorwärtskommens konzentrieren. Während Hodson seine Erlebnisse bei der Löwenjagd meinte überliefern zu müssen, berichtet der „Major“ Henry Darley 1935 über seine jahrelangen Streifzüge als Elefantenjäger in der Grenzregion der drei Länder. Neben mancherlei Übertreibungen enthält sein Werk eine gründliche Beschreibung der alltäglichen Probleme der Dizi.
Vor und während der von 1935 bis 1941 dauernden italienischen Besetzung Äthiopiens missionierte der Padre Giovanni Chiomio IMC knapp zehn Jahre als katholischer Priester bei den Dizi und verfasste den ersten monografischen Aufsatz über sie. Die Arbeit gilt als vorurteilsbehaftet und wenig zuverlässig.
Eine Zusammenfassung der bisherigen Kenntnisse liefert Elisabeth Pauli (1950), die zunächst als Malerin an Expeditionen des Frobenius-Instituts teilnahm und während des Zweiten Weltkriegs die Literatur sichtete; später war sie als Assistentin und Ehefrau von Adolf Ellegard Jensen in Äthiopien.
James Barber (1968) beschreibt die politische und ökonomische Geschichte um das Ilemi-Dreieck an der sudanesisch-kenianisch-äthiopischen Grenze, ebenso Peter Garretson (1986) der sich auf das Gebiet der Dizi konzentriert und den Handel mit Waffen, Elfenbein und Sklaven untersucht.
Die umfangreichsten Arbeiten zu den Dizi stammen von Eike Haberland (1924–1992), der in den 1950er Jahren im Rahmen des Frobenius-Instituts bei anderen Ethnien in Südwest-Äthiopien Feldforschungen durchführte und sich 1970 und 1974 für insgesamt drei Monate bei den Dizi aufhielt. Weitere Aufenthalte waren wegen der politischen Situation – einem Militärputsch, der 1974 zur Abdankung des Kaisers Haile Selassie führte – danach nicht mehr möglich. Sein Standardwerk zu den Dizi erschien postum 1993.
Haberland vertritt eine ethnohistorische Perspektive, die sich auf die Rekonstruktion spezifischer historischer Kulturphänomene, die Formation der Häuptlingstümer und im Bereich der Religion auf die „ursprünglichen“ Rituale konzentriert, wie sie in den 1890er Jahren existierten. Dass er dabei die gegenwärtigen gesellschaftlichen Gegebenheiten und die Aktivitäten der christlichen Missionare seit Anfang des 20. Jahrhunderts übergeht, kritisiert Akira Deguchi (1996), der sich zwischen August 1989 und Februar 1990 rund drei Monate bei den Dizi aufhielt. 
Der niederländische Anthropologe Jon Abbink forscht an der Universität Leiden zur Kulturgeschichte Äthiopiens und veröffentlichte 1993 und 2000 Aufsätze zum ethnischen Konflikt zwischen Dizi und Suri.

## Kulturgeschichte

### Ethnische Einordnung
Für die omotische Sprachen sprechenden Ethnien im Südwesten Äthiopiens prägte Adolf Ellegard Jensen (1959) in der Einführung zu einem von ihm herausgegebenen Sammelband, der die Ergebnisse zweier Forschungsexpeditionen nach Süd-Äthiopien in den 1950er Jahren zusammenfasst, den Begriff „Altvölker“. Dieser Begriff basiert auf der Kulturkreislehre von Pater Wilhelm Schmidt (1868–1954), der während einer Annäherung der Fachrichtungen Urgeschichte und Völkerkunde eine allgemeine Urkultur aus Jägern und Sammlern postulierte, die er „Ur-“ oder „Altvölker“ nannte. In der Nachfolge der älteren und von Jensen als überholt betrachteten Kulturkreislehre seines Lehrers Leo Frobenius basiert der Begriff bei Jensen auf dem Modell einer regionalen, historisch gewachsenen Schichtung der Kulturen, bei dem er die „Altvölker“ mit den „Präniloten“ (darunter Gumuz, Mabaan und Berta) auf eine Stufe stellt, in der Kulturelemente einer sehr alten Bevölkerung tradiert werden. Die beiden anderen Kulturschichten bei Jensen neben der „pränilotischen“ (der Schicht der „Altvölker“) sind die „nilotische“ und die „kuschitische Schicht“. Die bäuerlichen Altvölker (Knollenzüchter) seien vor langer Zeit von zuwandernden nilotischen Viehzüchtern überlagert worden.
Obwohl Jensens Schüler Eike Haberland dessen Kulturschichten-Theorie ablehnt, übernimmt er dennoch den Terminus „Altvölker“ für die auch nach seiner Ansicht kulturell viele Gemeinsamkeiten aufweisenden Ethnien, die in den höheren Lagen der Berge im Südwesten Äthiopiens leben. Die Altvölker bilden demnach eine Gruppe von Völkern, „...die sich in ihrem ganzen Kulturbild deutlich von ihren Nachbarn unterscheiden, und ohne Zweifel die Reste einer alten Bevölkerung darstellen, die einst größere Räume Äthiopiens bewohnte.“ Die Betrachtung physiognomischer Merkmale war früher mit einer rassischen Terminologie verbunden und führte zur Klassifizierung der eher dunkelhäutigen und gedrungenen „Altvölker“ als „Negride“, die sich klar von den als „Äthiopide“ bezeichneten, hoch gewachsenen Bewohnern des zentralen Hochlandes mit hellerer Hautfarbe (hauptsächlich Amharen, Tigray und Oromo) unterscheiden lassen. Die Amharen nehmen diese Unterscheidung ebenfalls vor und bezeichnen pauschal alle schwarzafrikanischen Ethnien, also die omotischen und nilotischen Sprachgruppen, als Schankilla (amharisch ሻንቅላ, šānḳillā, gemeint „Schwarze“) – als Menschen zweiter Klasse. Historisch meinen sie mit dem abwertenden Begriff die Sklaven. Dies führte dazu, dass die in Nachbarschaft zu den Amharen lebenden nilotischen Gumuz Schankilla als (wertneutrale) Eigenbezeichnung für sich annahmen.
Bis zur ersten Hälfte des 20. Jahrhunderts bildeten die 40 bis 50 Sprachen der südwestäthiopischen Altvölker den kleineren westkuschitischen Zweig gegenüber den weiter verbreiteten ostkuschitischen Sprachen, wobei in einigen Fällen die Zuordnung zu den nilotischen oder kuschitischen Sprachen strittig war. Harold C. Fleming schlug 1969 vor, diese Sprachen als eigenständige Gruppe der omotischen Sprachen innerhalb der afroasiatischen Sprachen zu klassifizieren, worüber heute weitgehend Konsens besteht. Die starke Differenzierung der Altvölker-Sprachen ist ein Grund für die schwierige Zuordnung und steht im Gegensatz zur weiträumigen Verbreitung von Sprachen in anderen Regionen Äthiopiens. Die sprachlich verwandten Dizi, Sheko und Nayi standen auch über gemeinsame mythische Vorstellungen in einer Verbindungen, obwohl sie durch ein breites Tieflandtal getrennt waren. Gesellschaftliche Strukturen und materieller Kulturbesitz der drei Ethnien unterschieden sich jedoch deutlich.

### Mythische Überlieferung
Bei einigen ostkuschitischen Ethnien wie den Oromo, Sidama und Konso existiert die Vorstellung von einem Schöpferpaar: ein zeugender Himmelsgott (Oromo waka) und eine gebärende Erdgöttin (lafa), die bei Opferungen gemeinsam als „Himmel und Erde“ (wakaf lafa) angerufen wurden. Wesentlicher als die Erschaffung der Erde ist in afrikanischen Kosmogonien allgemein der in der Urzeit in das heutige Siedlungsgebiet gekommene erste Mensch des eigenen Stammes. Wo eine solche Vorstellung zur Legitimation des gegenwärtigen Herrschers dient, werden, um den Bestand der Ordnung zu sichern, Rituale abgehalten, die symbolisch die Vorgänge in der Urzeit wiederholen. Die oft lange Reihe der früheren Herrscher und die von ihnen erinnerten Taten bilden den zentralen Bestandteil der mündlichen Überlieferungen.
Im Gegensatz dazu liegt bei den Dizi und den anderen Altvölkern die Urzeit nur wenige Generationen zurück und mit den Namen der Herrscher sind kaum geschichtliche Ereignisse verbunden. Über die Zahl der Herrschergenerationen bei den Dizi gibt es widersprüchliche Aussagen und über die Dauer der jeweiligen Regierungen keine Angaben. Nach gleichlautenden Erzählungen stammen die bedeutendsten Häuptlinge der Dizi, unter ihnen der Adi kyaz, vom Urvater Gaz burji ab, der aus der im Hochland gelegenen Region Tigray einwanderte – jedenfalls von irgendwo aus dem Norden: auch von „jenseits des Omo“, „von (gemeint: über) Gamu-Gofa“ oder von „Amhara“. Dazwischen sollten, wie Eike Haberland 1974 erfuhr, entweder 40 Generationen oder ebenso viele Regierungszeiten liegen, während von den Vorgängern des mit dem damaligen Adi kyaz verwandten Jabba burji nur sechs Namen bekannt waren. Vergleichsweise umfasste bei den benachbarten Baka die Herrscherliste 1950 nur zehn Namen, sodass sich rechnerisch die mythische Urzeit Mitte des 19. Jahrhunderts ereignet haben müsste.
Die einzige schriftlich überlieferte geschichtsmythologische Darstellung der Dizi ist die Chronik des  Adi kyaz. So lautet der Herrschertitel, den der jeweils regierende Häuptling als Eigennamen annimmt, der in der gleichnamigen Region dem gleichnamigen einen der 20 Häuptlingstümer vorsteht. Eike Haberland wurde 1974 auf die Existenz dieser Chronik im Familienbesitz des Adi kyaz aufmerksam und konnte den auf Amharisch verfassten Text fotografieren. Die Chronik wurde vermutlich 1956 einem amharischen Priester diktiert, der sie sprachlich holprig, mit zahlreichen Rechtschreibfehlern und inhaltlichen Unstimmigkeiten aufschrieb.
Die Erzählung beginnt mit Gaz burji, dem Vater des ersten Adi kyaz, der aus dem Amhara-Land kommend den Omo überquerte, das Land urbar machte, ein Gehöft aufbaute und die Tochter eines Häuptlings aus dem südlichen Äthiopien heiratete. Im weiteren Verlauf der Geschehnisse wird der erste Adi kyaz eingeführt, von dem sich sein Zwillingsbruder trennte und nordwestlich von Dizi das Geschlecht der Jabba burji gründete. Der Mythos begründet damit die verwandtschaftliche Zusammengehörigkeit zwischen Adi kyaz und Jabba burji, des Weiteren die Verbindung mit den von den Adi kyaz abstammenden Maji gaz, die bis ins 20. Jahrhundert zeremoniell gepflegt wurde. Der Jabba burji galt als der höchste der Dizi-Häuptlinge und war stets bei der Inthronisation eines Adi kyaz anwesend. Auch die Sheko glauben, dass sie aus dem äthiopischen Hochland stammen und ihr Häuptling ein Nachfahre des Gaz burji ist. So erklären sich die Beziehungen zwischen den im Nordwesten ihres Gebietes am Akobo siedelnden Dizi und den angrenzenden Sheko, die bis Ende des 19. Jahrhunderts häufig untereinander geheiratet haben sollen.
Zur Überlieferung gehört auch, dass der Nachfahre des Gaz burji bei den Dizi und bei den Sheko Brüder gewesen seien, die sich in Frieden getrennt hätten. Vor dieser Trennung fällte der Dizi-Ahnherr einen Baum und fertigte aus seinem Stamm sieben Trommeln (tarbu, Zylindertrommeln, die zum zeremoniellen Instrumentarium der Häuptlinge gehören). Die erste Trommel nahm er für sich, die zweite gab er dem Sheko-Ahnherrn und die übrigen den sonstigen Häuptlingen der Dizi und der Sheko. Die Wanderungsbewegungen der einzelnen Gruppen, die mit diesen Erzählungen der Dizi angedeutet werden, finden sich ähnlich in der Überlieferung der Sheko.
Weitere Herkunftserzählungen blieben wegen der Zerstörung der Dizi-Kultur bei der amharischen Eroberung bis auf eine Erzählung über die Häuptlingsfamilie der Say kyaz nicht erhalten. Ansonsten sind noch einige kurze Schilderungen über die zahllosen Kleinkriege der Dizi mit ihren Nachbarn überliefert.

### Zeit vor der amharischen Eroberung
In den Mythen der Dizi schlägt sich eine Einwanderung und Landnahme der herrschenden Gruppen aus dem Hochland im Norden nieder, die zwar erst vor wenigen hundert Jahren stattfand, aber dennoch nicht mit historisch fassbaren Ereignissen erinnert wird, sondern in einen zeitlosen Mythos abgehoben erscheint. Dies steht im Gegensatz zu anderen Ethnien, etwa zu den nordwestlich der Dizi lebenden Gofa (in der ehemaligen Provinz Gemu-Gofa), die in ihren mündlichen Überlieferungen detailliert die Kämpfe schildern, mit denen sie ihr Herrschaftsgebiet ab der Mitte des 17. Jahrhunderts nach Süden ausdehnten. Die Expansion der Gofa ging auf Kosten der Aari, die nur in Rückzugsgebieten steiler Berge überlebten. In der zweiten Hälfte dehnten sich die unter der Minjo-Dynastie zusammengeschlossenen Kaffa nach Süden und Südwesten aus und unterwarfen viele kleine Ethnien, die teilweise völlig verschwanden oder zumindest durch den Verkauf in die Sklaverei stark dezimiert wurden. Für andere kleine Gruppen boten die schwer zugänglichen Berge ausreichend Schutz, um diesem Schicksal zu entgehen und bis ins 19. Jahrhundert isolierte lokale Kulturen zu erhalten.
In der Chronik des Adi kyaz werden 20 Häuptlinge in einer Reihe namentlich erwähnt, wobei vier Namen mehrfach vorkommen und praktisch keine historischen Ereignisse mit den Namen verbunden sind. Aus der Erinnerung der Dizi war die frühere Zeit durch eine ununterbrochene Abfolge von Kämpfen und Überfällen zwischen den einzelnen Häuptlingstümern geprägt, die sich gegenseitig zu verdrängen suchten oder voneinander abspalteten. Dies führte zu sich ständig verändernden Grenzen der Häuptlingstümer und innerhalb von diesen zu wechselnden Herrscherfamilien. In den Überlieferungen werden auch Abspaltungen in den Herrscherfamilien erwähnt, wenn etwa ein Sohn die Tributzahlungen einstellte und sich in einer anderen Region selbständig machte.
Die Kämpfe dauerten häufig nur einen Tag und fanden zwischen den männlichen Kriegern der rivalisierenden Gruppen statt, ohne die Dörfer oder Anbauflächen zu zerstören. Ein genügendes Ergebnis war, wenn es gelang, einige Männer der benachbarten Gruppe zu töten und etwas Vieh zu rauben; das oberste Ziel war erreicht, wenn die Sakralobjekte des befeindeten Häuptlings (darunter Trommeln und Elfenbeintrompeten) geraubt oder zerstört werden konnten, wodurch der besiegte Häuptling zu einem guten Teil seinen Status verlor. Die Kämpfe fanden erst nach einem festgelegten Zeremoniell und mit Ankündigung auf einem vereinbarten Kampfplatz statt. Kriege beendete man oft feierlich mit einem Friedensschluss und legte dabei die zukünftigen Landgrenzen oder Abgaben (in Form von Rindern) fest.
Eine mythische Erzählung berichtet, wie die Say kyaz einst aus dem Dime-Gebiet nach Dizi einwanderten und die an ihrem Ort bis dahin herrschende Familie absetzten. Die Erzählung enthält neben für Gründungsmythen allgemein üblichen Elementen auch die für das Dizi-Gebiet typische Vorgehensweise. Anstatt den alten Häuptling zu töten, abzusetzen oder wenigstens seine sakralen Musikinstrumente (Trommel und Trompete) zu zerstören, beließ man ihm diese, verbunden mit der Auflage, sie nicht mehr in der Öffentlichkeit spielen zu lassen. Dadurch verlor der Häuptling seine politische Macht. Bei einem anderen Machtwechsel Ende des 19. Jahrhunderts ließ der Maji kuri den Häuptling der Kärtsi kyapn absetzen, indem ihm seine Musikinstrumente und sonstigen Insignien abgenommen wurden. Darüber hinaus erhielt er keine Tributzahlungen und Arbeitsleistungen von seinen Untertanen mehr und musste den Brautpreis, der ihm für seine Töchter zustand, an den neuen Häuptling abgeben. Hier verlor der frühere Häuptling neben der politischen Macht seine wirtschaftliche Basis und sein gesellschaftliches Ansehen.
Den Amtstitel kuri kennen nur die Dizi von Maji. Der kuri hatte früher nicht die Macht eines Häuptlings, sondern übte eine priesterliche Funktion aus, war aber mit den Insignien eines Häuptlings (darunter Trommeln und Elfenbeintrompete) ausgestattet. Der Maji kuri namens Dirmu bedrohte im 19. Jahrhundert – häufig gegen den Willen seines Vaters Aykab – in zahlreichen Kriegszügen seine Nachbarn im Osten des Dizi-Gebietes. Er galt als gefürchteter Kämpfer, der mit wenigen Getreuen ganze Häuptlingstümer angriff und wenn er sie besiegt hatte, die Übergabe von Rinder verlangte oder schlimmer, den Häuptlingen ihre Insignien raubte. So dehnte Dirmu seinen Machtbereich auf weite Gebiete der Dizi aus und war auch noch nach der äthiopischen Eroberung einflussreich.
Bis Ende des 19. Jahrhunderts war das Dizi-Gebiet vermutlich mit 50.000 bis 100.000 Menschen dicht besiedelt und landwirtschaftlich intensiv bebaut, wie Eike Haberland aus den vielen, bei seinem Aufenthalt längst aufgegebenen Terrassen schloss. Das einzige literarische Zeugnis aus der Zeit vor der äthiopischen Eroberung ist die Expedition unter Vittorio Bottego, die 1896 mehrere Häuptlingstümer der Dizi durchquerte und die zahlreichen Bewohner mit ihren üppigen Pflanzungen in Gebieten hervorhob, die in den 1970er Jahren menschenleer waren.

### Geschichte seit der amharischen Eroberung

#### Kaiserreich
Das christliche Kaiserreich Äthiopiens führte im Ende des 13. Jahrhunderts entstandenen Reichsmythos Kebra Negest seine Herkunftsgeschichte bis in biblische Zeiten zurück und begründete darauf seinen Anspruch, als das auserwählte Volk einen großen Teil des Horns von Afrika zu beherrschen und kulturell zu prägen. Im 14. und 15. Jahrhundert war das christliche Reich des äthiopischen Hochlandes auf dem Höhepunkt seiner Macht. Anfang des 14. Jahrhunderts kamen in Südost-Äthiopien muslimische Sultanate als Machtfaktoren hinzu, die nach der Ausdehnung der Oromo in den Südosten in der zweiten Hälfte des 16. Jahrhunderts jedoch weitgehend wieder verschwunden waren. Das äthiopische Reich musste Anfang des 16. Jahrhunderts in mehreren Kriegen gegen das muslimische Sultanat Adal im östlichen Tiefland seine Existenz behaupten und wurde nachfolgend durch Invasionen der Oromo bedroht. Dennoch unternahm der äthiopische Kaiser Claudius (reg. 1540–1559) von seinem Machtzentrum östlich des Langanosees Feldzüge nach Südwest-Äthiopien. Selbst in der durch Bürgerkriege geprägten Schwächephase von der Mitte des 17. bis zur Mitte des 19. Jahrhunderts gab es einzelne Feldzüge von Mitgliedern der äthiopischen Herrscherfamilien in den Süden, die jedoch kaum den äußersten Südwesten erreichten.
Erst Ende des 19. Jahrhunderts mündeten die mit dem Kebra Negest legitimierten hegemonialen Ansprüche der äthiopischen Kaiser in einer massiven Expansion nach Süden. Die amharischen Eroberungen unter Kaiser Menelik II. der kleinen südwestäthiopischen Volksgruppen begannen um 1880 und waren um die Wende zum 20. Jahrhundert abgeschlossen. Die Dizi wurden als eines der letzten Gebiete 1898 dem äthiopischen Kaiserreich einverleibt, sie konnten wie ihre Nachbarn ohne Feuerwaffen den Eroberern nichts entgegensetzen und viele starben bei den Kämpfen. Als die Dizi einmal bei einem Lager der Amharen einige Feuerwaffen erbeuteten, zerstörten sie diese, weil sie sie nicht gebrauchen konnten, so wird es überliefert. Außerdem fanden die Gefechte völlig anders statt, als die Dizi gewohnt waren. Die Eroberung erfolgte unter der Führung von Ras Walda Giyorgis, einem engen Vertrauten und Verwandten von Menelik, der 1897 aufgebrochen war und die gesamte Region Kaffa unterwarf, in der er dann als Gouverneur regierte.
In der mythischen Überlieferung der Dizi wurde diese Eroberung in eine Vorgeschichte mit einem unheilvollen Omen eingebunden. Kurz vor dem Einmarsch der Amharen habe demnach eine große Dürre geherrscht, verursacht von dem für das gesamte Dizi-Gebiet zuständigen Regenmacher. Man habe ihm nicht genug Rinder gebracht, worauf er das Land verfluchte und es deshalb mehrere Jahre nicht mehr regnete. Viele Menschen seien gestorben und als es wieder regnete, war niemand mehr da, um den gereiften Sorghum zu ernten. Die Erzählung nimmt die mit der amharischen Herrschaft begonnene Entvölkerung vorweg.
Die Amharen gründeten die Stadt Maji im Häuptlingstum Maji kuri als Verwaltungszentrum des Dizi-Gebietes und siedelten amharische Soldaten unter den Dizi und anderen Ethnien an. Diese erhielten die direkte Kontrolle über die landwirtschaftlichen Flächen und die Arbeitsleistung der Einheimischen. Der Amhara Dajac Damte wurde als Statthalter von Walda Giyorgis der erste Gouverneur von Dizi. In gewissen Abständen errichtete man umzäunte Heerlager, die als Verwaltungszentren dienten und in denen die amharischen Soldaten mit ihren Familien zu ihrer Sicherheit untergebracht waren. Den Dizi wurde ein System der Fronarbeit auferlegt, bei dem sie als gabbar („Staatshörige“) den Soldaten zu dienen hatten, von denen Anfang des 20. Jahrhunderts vermutlich mehrere tausend im Dizi-Gebiet stationiert waren. Je nach Rang der Soldaten und Offiziere wurden ihnen nach unterschiedlichen Angaben zwischen drei und zehn Dizi-Familien zugeteilt.
Gabbar ist vom altäthiopischen Wort gabr abgeleitet, das im 16. Jahrhundert „Sklave“ bedeutete. Zunächst waren mit gabr „Diener“ gemeint, woraus sich das im Hochland Jahrhunderte zuvor bereits verbreitete Klassensystem der gabbar als tributpflichtigen Bauern entwickelte. Es wurden sprachliche Unterschiede zwischen Kriegsgefangenen, Sklaven an den Herrscherhöfen und zu Frondiensten verpflichteten Bauern (gabbar) gemacht. Nach Meneliks Eroberungen wurde das bislang auf das Hochland beschränkte gabbar-System auf das südliche Äthiopien ausgeweitet. Dieses zentraläthiopische Ausbeutungssystem stand in enger Verbindung mit Sklavenhandel, weil als Steuerzahlung häufig Kinder in die Sklaverei übergeben wurden. Die Herausgabe von Kindern wurde kleinen Landbesitzern und einfachen Bauern auferlegt, die ihre Steuerlast nicht anderweitig ablösen konnten. Diese Form zunehmender Ausbeutung zerstörte die Wirtschaft und ist für den weitgehenden Kulturverlust verantwortlich. Trotz internationalen Drucks und einigen Edikten der äthiopischen Kaiser zuerst 1884 und dann in den 1920er Jahren wurde die Sklaverei in Äthiopien erst 1936 tatsächlich abgeschafft.
Konnten die Bauern ihren Steuerverpflichtungen nicht nachkommen, wurden sie zur Fronarbeit im Gehöft ihrer amharischen Herren gezwungen, ansonsten wurde sie oder ihre Familie als Sklaven verkauft. Da die Bevölkerung im arbeitsfähigen Alter somit stetig abnahm, wuchs die Abgabenlast für die verbleibenden gabbar. Die Phase der größten Ausbeutung, als die Dizi am stärksten dezimiert wurden, war zwischen 1910 und 1935. Wenn in dieser Zeit eine Garnison ausgewechselt wurde, nahmen die meist aus der Provinz Shewa stammenden Soldaten ihre persönlichen gabbar-Familien als Sklaven mit. Ungeachtet dieser massiven Eingriffe in das Sozialsystem ließ die äthiopische Regierung die traditionellen Herrschaftsstrukturen der Häuptlinge beim Alten, die jedoch von den mittellosen Bauern keine Abgaben mehr erwarten konnten und selbst zu armen Bauern degradiert wurden. Die Häuptlinge waren aber nicht völlig rechtlos geworden, sondern fungierten als ausführende Organe der äthiopischen Verwaltung. Ein besonderes Ansehen bei den zentraläthiopischen Behörden genoss der Häuptling Maji kuri, der nach seiner Taufe den Namen Gabra Krestos annahm. Er wurde – als treuer Diener der Amharen – mit der Verwaltung eines großen Teils des Dizi-Gebietes betraut und betätigte sich in den 1920er Jahren sogar selbst bei der bürokratischen Abwicklung des Sklavenhandels, indem er als eine der Stationen des Binnenzolls fungierte und die Papiere der Sklavenhändler abstempelte.
Die Missionierung der Dizi erfolgte langsam und war kein dringendes Ziel der äthiopisch-orthodoxen Priester, die sich in erster Linie zur Betreuung der Amharen in der Region aufhielten und nicht, um die als zweitklassig eingeschätzten „Schwarzen“ (Schankilla) durch die Taufe womöglich auf die eigene Stufe zu heben. Jeder Priester (und jeder dabtara) erhielt drei bis fünf Dizi-Familien zugeteilt, die Zwangsarbeit beim Bau von Kirchen leisten und die Kosten für die Ausgestaltung übernehmen mussten. Ansonsten ließen manche Häuptlinge, die vor der übrigen Bevölkerung als erste zum Christentum übergetreten waren, auf eigene Kosten eine Kirche erbauen. Im Jahr 1935 standen vermutlich neun oder zehn Kirchen im Gebiet von Dizi, davon zwei in der Stadt Maji. Danach ging die Zahl der Amharen stark zurück, weshalb zwei Kirchen, in deren Umgebung keine Amharen mehr lebten, aufgegeben wurden.
Maji war bis 1935 ausschließlich der Verwaltungshauptsitz des Dizi-Gebiets und ein Marktort, der nur von Amharen und ihren Sklaven bewohnt wurde. Damals und bis in die 1970er Jahre bestand Maji wegen der Armut der Bevölkerung aus einer Ansammlung von schlecht gebauten einfachen Lehmhäusern, während es ansonsten bei den Dizi nicht einmal größere zusammenhängende Dörfer gab. Britische Kolonialbeamte, die bis 1935 die Region bereisten, berichten zum einen von der elenden Lebenssituation der Dizi und erwähnen zum anderen eine im Hauptort Maji niedergelassene Gruppe von Viehräubern, Sklavenhändlern und gesetzlosen Elefantenjägern aus Kenia (Swahili und aus dem Iran stammende Belutschen, auf Swahili Wabulishi), die häufig im Verein mit äthiopischen Offizieren Streifzüge jenseits der Grenze in Uganda, Südsudan und Kenia unternahmen. Die Dizi hatten mit diesen Zuständen wenig zu tun, es sei denn, sie mussten als Träger ihrer amharischen Herren mitmarschieren. Die anarchischen Zustände begünstigten seit den 1920er Jahren Überfälle von in der Umgebung lebenden nilotischen Gruppen wie etwa den Mekan (Me'en) auf die Dizi, obwohl die Niloten nach alter Tradition durch gewisse gemeinsame Rituale mit den Dizi verbunden waren.
Einige britische Quellen aus dieser Zeit machen quantitative Angaben zur Zahl der Dizi. In einem Bericht des britischen Verwaltungsfachmanns Frank de Halpert von 1935 heißt es, die Bevölkerungszahl im nicht definierten Gebiet „Maji“ sei von 10.000 im Jahr 1922 auf 2.000 im Jahr 1932 zurückgegangen. Vergleichbare Zahlenverhältnisse machen auch andere Augenzeugen. Eike Haberland (1993) fasst diese Zahlen zu einer groben Schätzung zusammen. Demnach könnten vor 1898 bis zu 100.000 oder mehr Dizi gelebt haben und 1941 vielleicht noch 10.000 bis 15.000. Im Jahr 1974 lebten, aus den Statistiken der Steuerzahler hochgerechnet, ungefähr 30.000 Dizi.

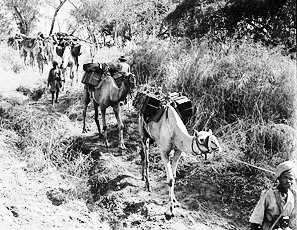
Kamele transportieren Nachschub für die äthiopische Armee, 1941

Sklaverei, Ausbeutung, Misswirtschaft, mangelhafte Verwaltung und die allgemeine mittelalterliche Rückständigkeit der Region wurden ab den 1930er Jahren von der äthiopischen Regierung zunehmend als ein Problem für die internationale Reputation des Landes wahrgenommen. Frank de Halpert war Berater des äthiopischen Innenministers und sollte die Maßnahmen zur Abschaffung der Sklaverei koordinieren. Die von ihm angegebenen Zahlen zum Bevölkerungsverlust bei den Dizi in einem Jahrzehnt hält er für den schlimmsten Ausdruck von Sklaverei in ganz Äthiopien. De Halpert äußert sich entsetzt über die Entscheidung des Kaisers Haile Selassie, ausgerechnet Ras Getatcho, den korrupten Innenminister, der mit seinen Soldaten einige Jahre zuvor an den Versklavungen beteiligt war, Anfang der 1930er Jahre zum Gouverneur von Kaffa und Dizi zu ernennen. Da sich die Situation nicht gebessert hatte und der Sklavenhandel weitergegangen war, setzte der Kaiser im Juli 1935 Ras Getatcho ab und deklarierte Dizi zur kaiserlichen Hausprovinz mit einem neuen äthiopischen Gouverneur, der vom britischen Offizier Daniel Sandford (1882–1972) beraten wurde. Dies hatte keine positiven Auswirkungen mehr für die Dizi, denn Ende 1935 begann die Armee des faschistischen Königreichs Italien im Abessinienkrieg mit dem Angriff auf den Süden Äthiopiens. In der Zeit bis zum Zusammenbruch des äthiopischen Kaiserreichs im Mai 1936 organisierten die versklavten Dizi (gabbar) einen Aufstand, bei dem viele Amharen umgekommen sein sollen. Für die Dizi brachte die italienische Militärherrschaft einige Erleichterungen. Die italienischen Militärs beendeten das gabbar-System und zwangen die meisten Amharen, in ihre Herkunftsregion zurückzukehren. Sie konnten jedoch nicht die im Süden stationieren eritreischen Kolonialtruppen und die irregulären südäthiopischen Söldner kontrollieren, unter deren Plünderungen die Dizi litten.
Nach der Niederlage der italienischen Kolonie am Horn von Afrika im von den Briten geführten Ostafrikafeldzug 1941 wurde wieder die amharische Verwaltung eingeführt, zwar ohne das gabbar-System, aber erneut mit Zwangsmethoden und Übergriffen. Dagegen kam es 1946/1947 um das Dorf Jabba im Westen des Dizi-Gebiets zu einem Aufstand, bei dem zu einem Steuerstreik ausgerufen wurde und an dem sich auch die Mekan beteiligten. Ein vom Kaiser entsandter amharischer Gouverneur führte eine zweimonatige Strafexpedition durch, bei der viele Dizi starben und die Rädelsführer des Aufstands öffentlich gehängt oder ausgepeitscht wurden. Bis mindestens in die 1970er Jahre ging das System der Unterdrückung durch eine korrupte Verwaltung weiter und das Dizi-Gebiet blieb eines der wirtschaftlich rückständigsten von Äthiopien. Maji und der kleine Marktort Jabba waren in den 1970er Jahren die einzigen Siedlungen im Dizi-Gebiet, die Einwohner beider Orte lebten verarmt in einfachsten Lehmhäusern. Maji besaß den einzigen Wochenmarkt im Umkreis von 200 Kilometern mit einem bescheidenen Warenangebot.
Bis 1974 lag die Macht auf lokaler Ebene in den Händen der von der Verwaltung eingesetzten einheimischen Häuptlinge, Clan-Ältesten oder traditionellen Heilern (allgemein balabbat, „einer, der einen Vater hat“, das heißt, von respektabler Abstammung ist). Die Hauptaufgabe des einheimischen oder manchmal amharischen balabbat war die Aufrechterhaltung der Ordnung und die Umsetzung der vom Kaiser erlassenen Verordnungen in einem fortgeführten System der Unterdrückung mit geringen sozialen Veränderungen.

#### Militärregierung und Volksrepublik
Mit der durch einen Militärputsch gegen den Kaiser Haile Selassie 1974 an die Macht gekommenen kommunistischen Militärregierung (Derg) änderte sich die Situation für die Dizi und die anderen kleinen Ethnien grundlegend. Für den Derg standen diese Gruppen auf der untersten Stufe der evolutionären Entwicklungsleiter, deren primitive feudale Strukturen zu überwinden seien. Wo es noch traditionelle Häuptlinge oder Heiler mit einem gewissen Einfluss gab, mussten deren Insignien zerstört werden, um sie ihrer Macht zu berauben; manche wurden umgebracht, andere verschwanden im Untergrund und konnten ihre gesellschaftlichen Aktivitäten teilweise fortsetzen. Der Derg enthob die traditionellen Häuptlinge ihrer politischen Ämter und legte sie auf eine rein kulturelle Rolle fest. Die Häuptlingstümer existieren seitdem nur dem Namen nach weiter. Aber ab 1990 bedrohten die nunmehr mit modernen Gewehren ausgerüsteten Surma, die in der Tiefebene südlich und südwestlich der Dizi in Höhen unter 1000 Metern leben, die von der Demokratischen Volksrepublik Äthiopien im Maji-Gebiet stationierten Soldaten, sodass diese ihre Posten verließen. 1991 übernahm in Addis Abeba die EPRDF die Macht.

#### Ethnische Konflikte
Die nilotischen Surma, die nach der mündlichen Überlieferung im 18. Jahrhundert vermutlich aus dem Südsudan kamen, ließen sich in jüngerer Zeit in ihrem heutigen Siedlungsgebiet am Fuß der Dizi-Berge nieder; saisonal drangen sie in ein Gebiet ein, das von Dizi als Weideland, zur Jagd und für die Bienenzucht genutzt wird. Anfang der 1990er Jahre wurden die Surma auf 28.000 und die Dizi auf 23.000 geschätzt. Zwischen beiden Ethnien galt eine rituelle Abmachung für das gemeinsam beanspruchte Land. Deren Zustandekommen ist unklar, möglicherweise diente die Einführung eines die Abmachung rechtfertigenden Mythos von einer gemeinsamen Abstammung der Festigung eines vorausgegangenen Waffenstillstandes. Während den Surma-Ritualexperten in der Tiefebene die magische Fähigkeit zum Regenmachen zugesprochen wurde, so galt dennoch auch für die das Land der Dizi nutzenden Surma der Adi kyaz der Dizi als die oberste Autorität als Regenmacher. Jedes Jahr brachten die Surma deshalb dem Adi kyaz im Mai vor dem Beginn der großen Regenzeit einen schwarzen Ochsen und eine schwarze Ziege, damit sie in Dürrezeiten mit ihrem Vieh auf das Dizi-Land konnten. Darüber hinaus gab es einen Warenaustausch und gewisse kulturelle Übernahmen zwischen beiden Gruppen.
Plünderungen, Diebstahl und Tötungen konnte der gemeinsame Mythos nicht verhindern. Ab Mitte der 1980er Jahre kam es vor dem Hintergrund von knappem Weideland und Dürreperioden verstärkt zu Spannungen zwischen Surma und Dizi. Mit Militärgewehren ausgerüstete Surma überfielen und töteten in einem besonderen Vorfall im Juni 1992 anscheinend anlasslos drei Dizi-Mädchen außerhalb ihres Dorfes. Die Dizi, die keine Waffen besitzen durften, weil sie in der Nähe von äthiopischen Armeeposten lebten, erhielten von den Verwaltern wenig Schutz oder Unterstützung. Das Machtgefüge zwischen mehreren Gruppen in der Grenzregion hatte sich durch die weite Verbreitung automatischer Maschinengewehre vom Typ Kalaschnikow verschoben. Die Surma gingen gegen die Dizi vor, weil sie von den stark bewaffneten Nyangatom aus dem umstrittenen Ilemi-Dreieck bedrängt wurden, letztere wiederum wurden von Turkana mit Unterstützung der kenianischen Armee nach Norden getrieben. Dagegen standen die in Maji stationierten äthiopischen Soldaten.
Im instabilen und von Gewalt geprägten Umfeld der Surma in der südwestlichen Grenzregion starben bei ethnischen Konflikten und Bestrafungsaktionen des äthiopischen Militärs in den 1990er Jahren mehrere hundert Menschen. An die Stelle ritualisierter Konfliktlösungsstrategien ist die gewaltsame Durchsetzung eigener Vorteile der militärisch überlegenen Gruppe getreten. Auf der äthiopischen Seite hat seit den 1990er Jahren der Einfluss der Armee zugenommen, während in Kenia und Südsudan die Macht ethnischer Gruppen stärker geworden ist. Abgesehen vom Einsatz moderner Waffen war die Region um die Jahrtausendwende technologisch etwa im Bereich der Subsistenzlandwirtschaft kaum anders ausgerüstet als einhundert Jahre zuvor.
Bei den Surma gelangte vor allem die Altersklasse der jungen Männer in den Besitz von Waffen, die sie gegen die weiter nördlich siedelnden Anuak einsetzten, weil die Anuak ihnen untersagten, am Fluss Akobo nach Gold zu schürfen. Dieser Konflikt zwang die Surma, sich von dort zurückzuziehen und brachte sie wiederum näher an die Ausläufer der von den Dizi bewohnten Berge. Die jungen Surma agierten unabhängig von den Älteren und betrieben die gewaltsame Abgrenzung ihres Weidelandes zugleich zur Selbstdarstellung innerhalb ihrer Altersklasse, worunter hauptsächlich die Dizi zu leiden hatten. Die gewalttätig agierenden jungen Surma-Viehzüchter betonten also ihre Eigenständigkeit gegenüber der staatlichen Verwaltung, in deren geographischer Nähe und Abhängigkeit sie die Dizi sahen.

## Gesellschaft

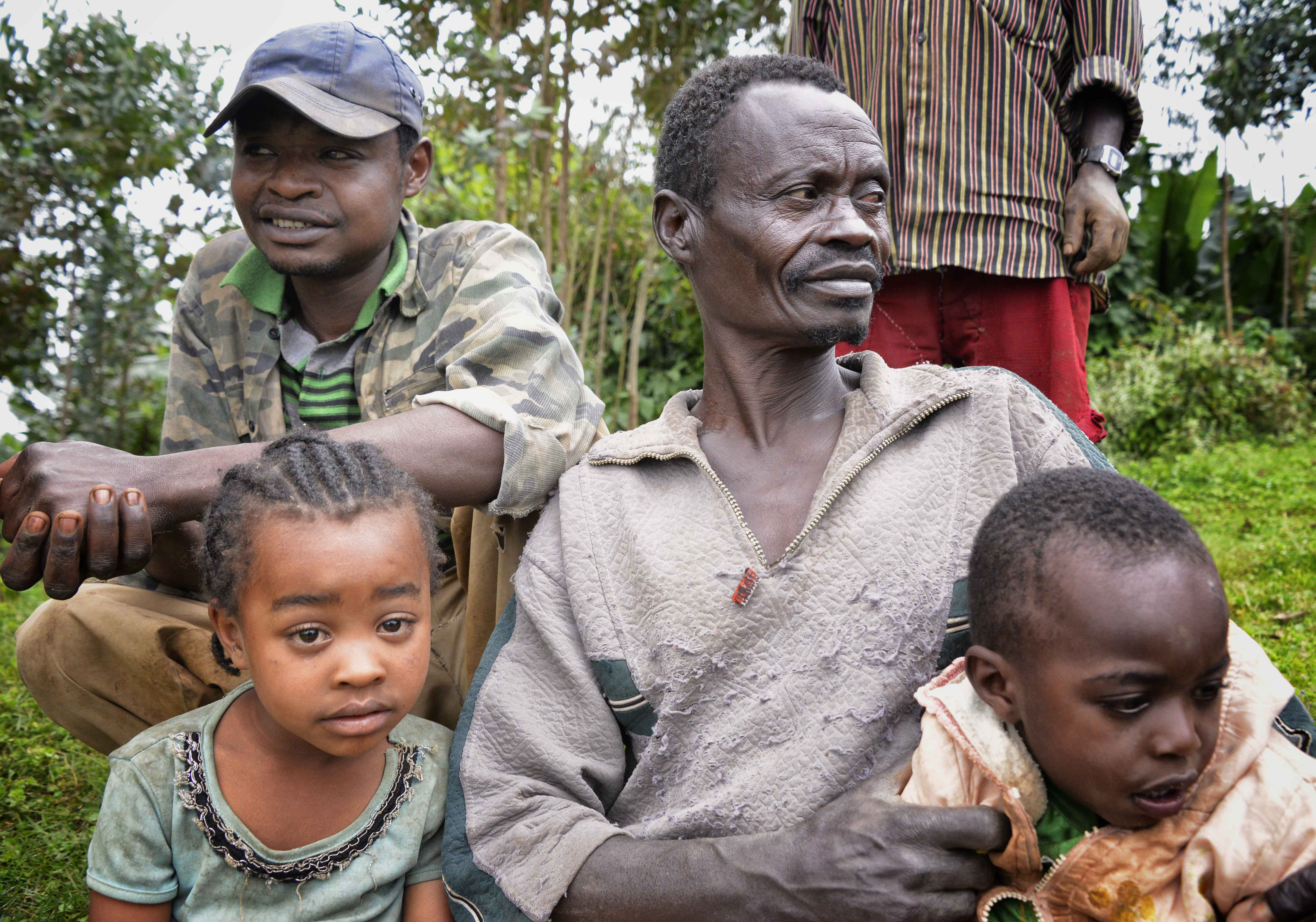
Dizi-Familienangehörige

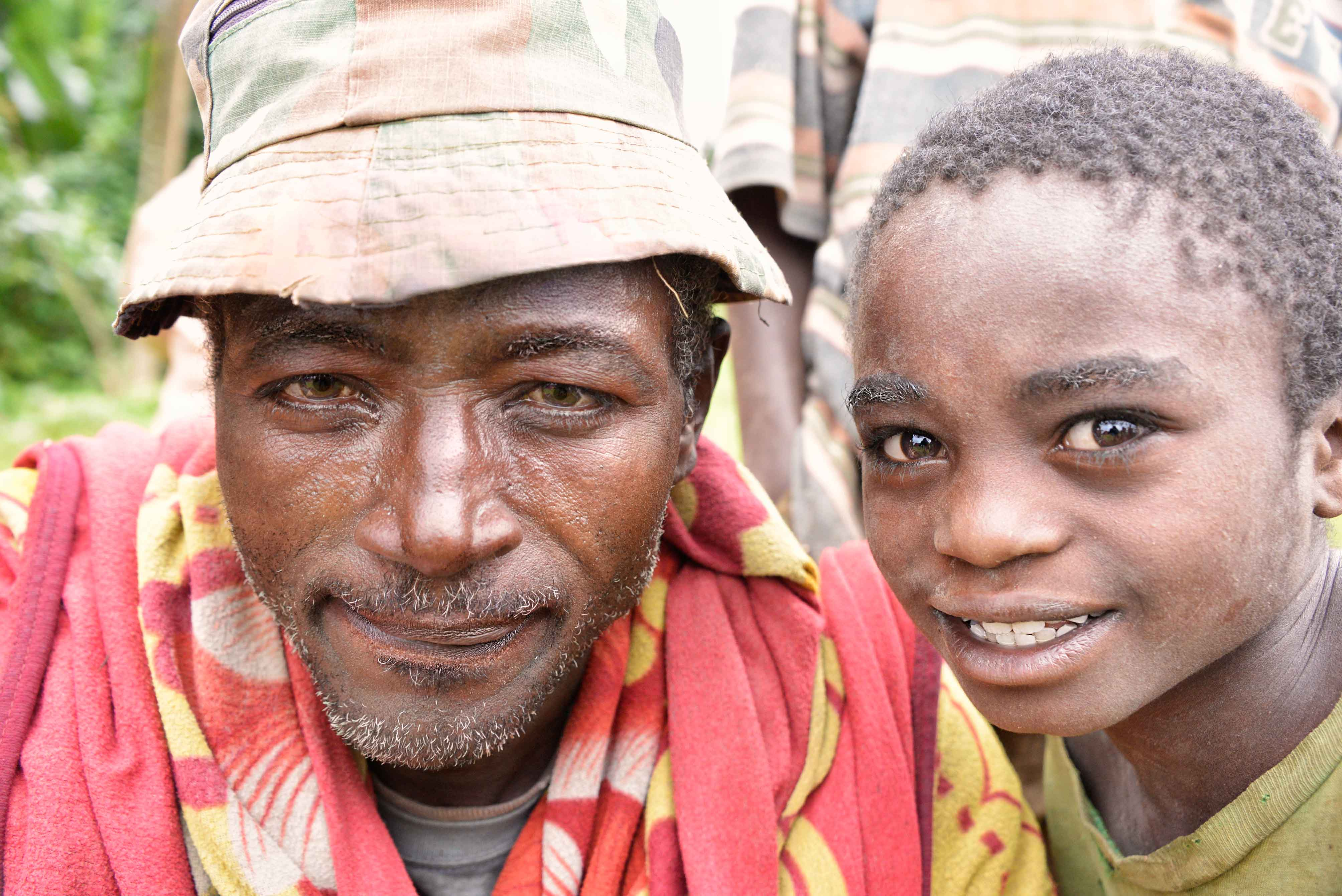
Vater und Sohn

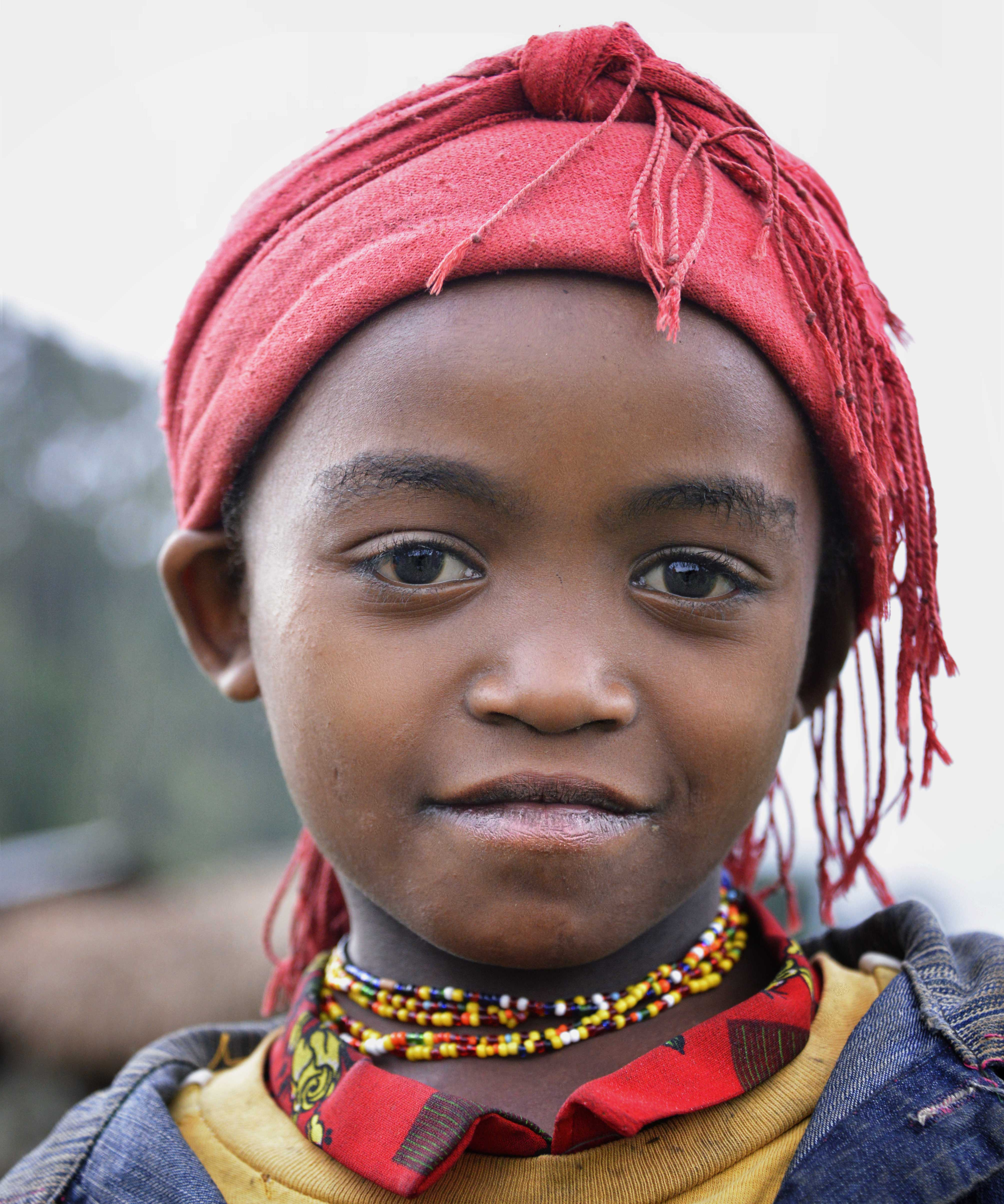
Dizi-Mädchen

### Kastenordnung
Abgesehen von den Dizi bestanden in Äthiopien die Gesellschaften aus über 90 Prozent gemeinfreien Bauern, von denen sich nur die Adligen durch einige Privilegien abgrenzten. Dieser großen wenig differenzierten Mehrheit standen und stehen allgemein kleine Gruppen von schlecht angesehenen Randexistenzen gegenüber. Eine Besonderheit bildeten die kleinen Häuptlingstümer in Südwest-Äthiopien, zu denen eine teilweise größere Zahl von Sklaven gehörten.
Die traditionelle Gesellschaftsstruktur der Dizi bestand aus einem rigiden System von hierarchischen Kasten, das in Äthiopien und im gesamten Nordosten Afrikas einzigartig war. Die Kasten der Dizi haben gewisse Ähnlichkeiten mit der bis ins 18. Jahrhundert in Europa üblichen Ständeordnung, die von überwiegend endogamen Heiraten innerhalb der die Bevölkerungsmehrheit bildenden Stände (Adel, Bürger, Bauern und weitere Untergruppen) geprägt waren. Anders als in Europa war es bei den Dizi aber nicht möglich, die gesellschaftlichen Grenzen zu übertreten und die mit der Geburt erworbene Sozialgruppe zu verlassen. Der Begriff „Stand“ ist daher nur bedingt verwendbar und ebenso ungenau wie „Kaste“, da es sich nicht um Berufskasten handelt, die mit Ausnahme der Schmiede bei den Dizi unbekannt waren. Ungeachtet dieser Begriffskritik gliedert Eike Haberland die Gesellschaft der Dizi hierarchisch in Kasten und betrachtet die Dizi hierbei als Ausnahme, während Alula Pankhurst (1999) den Begriff „Kaste“ für Südwest-Äthiopien generell ablehnt, ohne jedoch gesondert auf die Dizi einzugehen. Die Minimaldefinition für Kasten in der Afrikanistik, „edogame Handwerkergruppen“, führte zu einer großzügigen Verwendung des Begriffs. Die von Pankhurst für die begriffliche Zuordnung einer Gesellschaft als Kastensystem herangezogenen sechs Kriterien erscheinen für Südwest-Äthiopien als zu einem großen Teil erfüllt: Endogamie, Ausschlussregeln bei Tischgemeinschaften, hierarchische Abstufungen, Reinheitsgebote, Berufszugehörigkeit und Sozialstatus. Pankhurst kritisiert aber unter anderem, dass sich Reinheitsgebote nur auf Nahrungstabus beschränken und religiös-mythische Begründungen (anders als in Indien) zur Legitimierung der gesellschaftlichen Strukturen wenig ausgeprägt sind.
Die Gesellschaftsstruktur der Dizi setzte sich den Untersuchungen Eike Haberlands zufolge aus sechs Kasten in einem ausgewogenen Größenverhältnis zueinander zusammen. Die oberen drei Kasten umfassten die „angesehenen Bürger“ der Gesellschaft: karyab („Adlige“), nang („Kleinadel“, wenige Prozent) und zaku („Hörige“, über die Hälfte der Bevölkerung). Ihre Mitglieder heirateten bevorzugt in der eigenen Kaste und auch untereinander. Zusammen verstanden sie sich als eine gesellschaftliche Einheit (yab dad, wörtlich „Menschen-Kind“, gemeint „anständige Menschen“, analog bei den Amhara yäsäw lej) gegenüber den verachteten drei unteren Gruppen: geymi („besondere Kaste“, wohl knapp ein Viertel), ri-gwond („Schmiede“, wenige) und kwoygi („Jäger“, wenige Prozent). Schmiede, die manchmal auch mit Holz umgehen, während ihre Frauen Töpferwaren produzieren, und Jäger, die teilweise nebenher Handwerke wie Lederverarbeitung ausüben, leben in vielen afrikanischen Gesellschaften am äußeren Rand, ohne jedoch eigene Kasten zu bilden. Vor allem den Schmieden werden magische Fähigkeiten zugesprochen, weshalb sie als Heiler und Ritualexperten gefragt sind.
Einer mythischen Überlieferung zufolge soll der urzeitliche erste Häuptling der Dizi das Kastensystem eingeführt haben, indem er seine Kinder in karyab, nang, zaku und geymi einteilte. Nach einer anderen Erzählung hatte ein Häuptling Söhne, die Kleinadlige (nang) und Hörige (zaku) waren, die aber durch die häufig in südäthiopischen Mythen die Aufspaltung von Reichen erklärende Übertretung von Nahrungstabus verstoßen wurden und neue Kasten gründeten. Des Weiteren sagen Überlieferungen aus, dass die aus dem Norden (dem äthiopischen Hochland) eingewanderten Gruppen bereits verschiedene Kasten im Land der Dizi antrafen.
In der Hierarchie standen an oberster Stelle die Adligen (karyab), die Familien der Häuptlinge, die fast alle nach der Tradition – wie häufig in Afrika – ursprünglich von anderswo eingewandert waren. Wenn möglich heirateten die Adligen untereinander, es waren auch Heiraten zwischen einfachen Adligen, Kleinadligen (nang) und Hörigen (zaku) erlaubt. Die Häuptlinge der unterschiedlichen Rangstufen waren die politisch Mächtigen und waren zugleich die religiösen Führer, die übrigen Mitglieder der Adelsfamilien besaßen keine besondere Macht und lebten mehrheitlich wie einfache Bauern.
Die nang, wegen ihrer Stellung zwischen Adel und Hörigen mit „Kleinadligen“ übersetzt, bildeten in der Hierarchie die zweite Kaste, die nur aus wenigen Mitgliedern bestand. Anders als die Hörigen durften sie ihren Grundbesitz frei vererben, besaßen aber nicht die Privilegien der Adligen. Männliche nang mit einer bestimmten sozialen Stellung (die beispielsweise von den zaku und geymi Steuern eintrieben) durften kein rohes Getreide berühren. Weil sie dies in mythischer Vorzeit einmal taten, sollen die nang ihre Zugehörigkeit zum Adel verloren haben. Dieses Nahrungstabu ist für die Adligen verpflichtend, ebenso das Verbot, Schafe, Ziegen und die Vorderbeine von Kühen zu verzehren.
Die Hörigen (zaku) bildeten die große Gruppe der Bauern mit nur wenigen Besitz- und sonstigen Rechten, die aber noch zu den „anständigen Menschen“ gehörten. Einem Mythos zufolge habe ein Häuptling seine Kinder in Adlige, Kleinadlige und Hörige eingeteilt oder es wird die Nichtbeachtung eines Nahrungstabus angeführt: Die zaku hätten demnach aus Versehen rohe Gerste oder rohen Teff berührt und seien so von ihrem adligen Status abgefallen. In der hierarchischen Gliederung innerhalb der zaku gab es die Männer, die als die ältesten Söhne von ältesten Söhnen den Ehrentitel zaku trugen (und in dieser Position wie die Adligen kein Getreide berührten). Sie konnten einfache politische Ämter innehaben und genossen ein gewisses Ansehen. Unter ihnen standen in weit größerer Zahl die zaku dadu („zaku-Kinder“) und die noch rangniedrigeren horn (amharisch yäsedeb sem).
Innerhalb der Dizi-Gesellschaft gab es keine Sklaven, aber eine Form von Abhängigen oder Schuldsklaven, die tsak genannt wurden und aus den Reihen der zaku stammten. Die tsak waren einem Herren (babes) zugeteilt, für den sie arbeiten mussten. Sie waren kein Eigentum ihres Herren und durften nicht verkauft werden, ihr Sklavenstatus war unveränderlich und wurde an die nächste Generation weitervererbt. Außer durch Geburt konnte ein zaku in die Schuldsklaverei geraten, wenn er ein Gewaltverbrechen begangen hatte und den Blutpreis an die Familie des Opfers nicht bezahlen konnte. Ein Adliger konnte den Blutpreis an seiner Stelle entrichten und den Schuldigen vor dem Tod retten, der nun zum Abhängigen des Adligen geworden war. Auch aus anderen Notsituationen konnte ein Adliger einen zaku befreien und ihn damit auf Dauer an sich binden. Die tsak waren in allen wesentlichen Entscheidungen von der Erlaubnis ihrer Herren abhängig, die im Gegenzug für die tsak eine gewisse Verantwortung trugen.
Die vierte Kaste der geymi umfasste etwa ein Viertel der Bevölkerung, die zur verachteten Schicht gehörte und kein Amt ausüben durfte. Die geymi wurden zwar wegen ihrer „Unreinheit“ von der übrigen Bevölkerung gemieden, sie hatten aber eine magische Bedeutung und waren an Ritualen der Häuptlinge beteiligt. Bei der Inthronisation eines Häuptlings brachten sie die heiligen Insignien, sie waren die Totengräber – auch für die Häuptlinge – und Henker. Für ihre Dienste bei sakralen Opferungen erhielten sie Teile der Opfertiere einschließlich der Häute, die sie gerbten. Abgesehen von solchen offiziellen Aufgaben der Ranginhaber übten die einfachen geymi keine spezielle Tätigkeit aus, sondern lebten als landlose Bauern. Die Tätigkeit des Ritualexperten war erblich und brachte die geymi in eine konkurrenzlose bedeutende Position, in der sie etwa auch Vorkoster beim Essen und Biertrinken der Häuptlinge waren. Insofern wurden sie sowohl geachtet als auch für ihre Verfluchungen, mit denen sie jemanden zu Tode bringen konnten, gefürchtet. Als Bedienstete des Häuptlings trugen sie den Titel babu (Plural babes, „ehrwürdiger Alter“) und spielten auch dessen Zeremonialinstrumente (Trommeln und Elfenbeintrompete).
Die Schmiede waren die einzige Berufskaste. Sie heirateten endogam und spielten wie die gyemi eine besondere Rolle. Die erstgeborenen Männer, die Geräte für die Häuptlinge schmiedeten, waren auf einer Rangstufe, auf der sie kein rohes Getreide berührten. Nach ihrer Tätigkeit wurden zwei Gruppen unterschieden: Die uri lebten nur in Gegenden, in denen sie Eisenerz schürfen konnten, das sie zu Eisen schmolzen und daraus Armringe herstellten. Die gond oder als Berufsbezeichnung nagen kati („Eisen-Schmieder“) lebten überall und fertigten Werkzeuge und Waffen an.
Auf der sechsten und untersten Stufe oder vielleicht außerhalb der Dizi-Gesellschaft standen die wenigen Jäger (kwoygi), die verstreut in den Wäldern zwischen dem Hochland und der  Savanne und zwischen den ethnischen Gruppen umherzogen. Über ihre Alltagskultur ist wenig bekannt, außer dass sie nicht die strengen Nahrungstabus der Dizi befolgten.
Im Hinblick auf diese von Eike Haberland erarbeitete und rekonstruierte Gesellschaftsgliederung, die so in ihrer Gesamtheit zur Zeit der Feldforschung des Autors in den 1970er Jahren nicht mehr existierte, befragte Akira Deguchi (1996) bei seinem Aufenthalt 1989/1990 die Dizi im Häuptlingstum Sai nach ihrer gegenwärtigen gesellschaftlichen Gliederung und fand eine hierarchische Einteilung in folgende Gruppen: An oberster Stelle stehen demnach der Häuptling (sikiyasu), der Dorfvorsteher (koichiezi) und ihre Verwandten (kaariyab) sowie der Ritualexperte (baabaishi) und seine Verwandten. Der baabaishi kann zu den Sai-Dizi oder zu den uruki gehören. An zweiter Stelle folgt der uruki, der ursprünglich kein Sai ist, mit seinen männlichen Nachkommen. Auf der untersten Stufe stehen die Bediensteten (geima, bei Haberland geymi). Jäger (kwoygi) fand Deguchi nicht und über die niedrigen Adligen (nang) erhielt er keine eindeutigen Aussagen. Das Sai-Land sei prinzipiell Eigentum des Häuptlings, doch könne jeder Dizi eigenes Land besitzen und bewirtschaften. Die Informanten unternahmen demnach keine Einteilung in Freie und Abhängige.
Von Haberland erwähnte Endogamieregeln und Meidungsgebote, die er im Adikas-Gebiet fand, waren 1989 in den Sai-Bergen offenbar nicht bekannt, aufgeweicht oder betrafen nur die Amtsträger selbst und nicht deren gesamte Sozialgruppe. Haberland erhielt seine Informationen hauptsächlich von den Häuptlingen, Deguchi befragte die Allgemeinbevölkerung. Als Ergebnis seiner Feldforschung hält Deguchi Haberlands striktes hierarchisches Modell der Kasten für ungeeignet und bemüht stattdessen das Bild des Regenbogens mit Farbstreifen in definierten Positionen, aber mit fließenden Übergängen.

### Erbfolge und Meidungsgebote
Ebenso streng wie das Kastensystem waren die übrigen gesellschaftlichen Normen geregelt. Bei der Erbfolge herrschte wie in ganz Äthiopien Primogenitur, jedoch stärker ausgeprägt als anderswo. Der älteste Sohn war nicht nur der Haupterbe und trat in den Rang seines Vaters, bei den Dizi wurde ausschließlich der älteste Sohn zum Erben des Familienbesitzes und er übernahm als einziger die Kastenebene und rituellen Befugnisse des Vaters. Nur er musste die Nahrungstabus und Meidungsgebote einhalten und trug den Namen der Kaste (nang oder zaku) als Ehrentitel. Die Brüder des Erstgeborenen waren schlicht „Söhne“ der Kaste (nang dadu oder zaku dadu). Die Erstgeborenen hatten eine Rangstufe weit über den gemeinen Kastenmitgliedern, so konnten etwa ein erstgeborener zaku oder seine Töchter Adlige heiraten.
In den traditionellen Religionen Nordostafrikas, auch bei den Dizi, waren Fische, Vögel, Eier und etliche Wildtiere mit einem Verzehrverbot belegt. Als essbar galten die gezüchteten Tiere Rinder, Schafe und Ziegen mit ihren Wildformen Büffel und Antilopenarten. Bei den oberen Kasten vieler Ethnien war die Auswahl noch geringer und beschränkte sich auf Rinder und Schafe. Die Adligen und die hohen Ränge der Dizi verzehrten keine Schafe, keine Ziegen und keine Vorderbeine von Rindern. Adlige Dizi aßen auch keine fermentierte Ensete, also einen kocho genannten Brei, der in Südäthiopien häufig das Hauptnahrungsmittel ist. Einzigartig für die oberen Dizi-Gruppen war das Berührungsverbot von roher Gerste und rohem Teff, die jedoch gekocht oder zu Bier gebraut genossen werden durften. Das Verbot galt aus unklaren Gründen nicht für rohen Sorghum. Weitere komplexe Berührungsverbote zwischen Adligen und „unreinen“ Kastenangehörigen prägten und beschränkten das Alltagsleben.

## Materielle Kultur

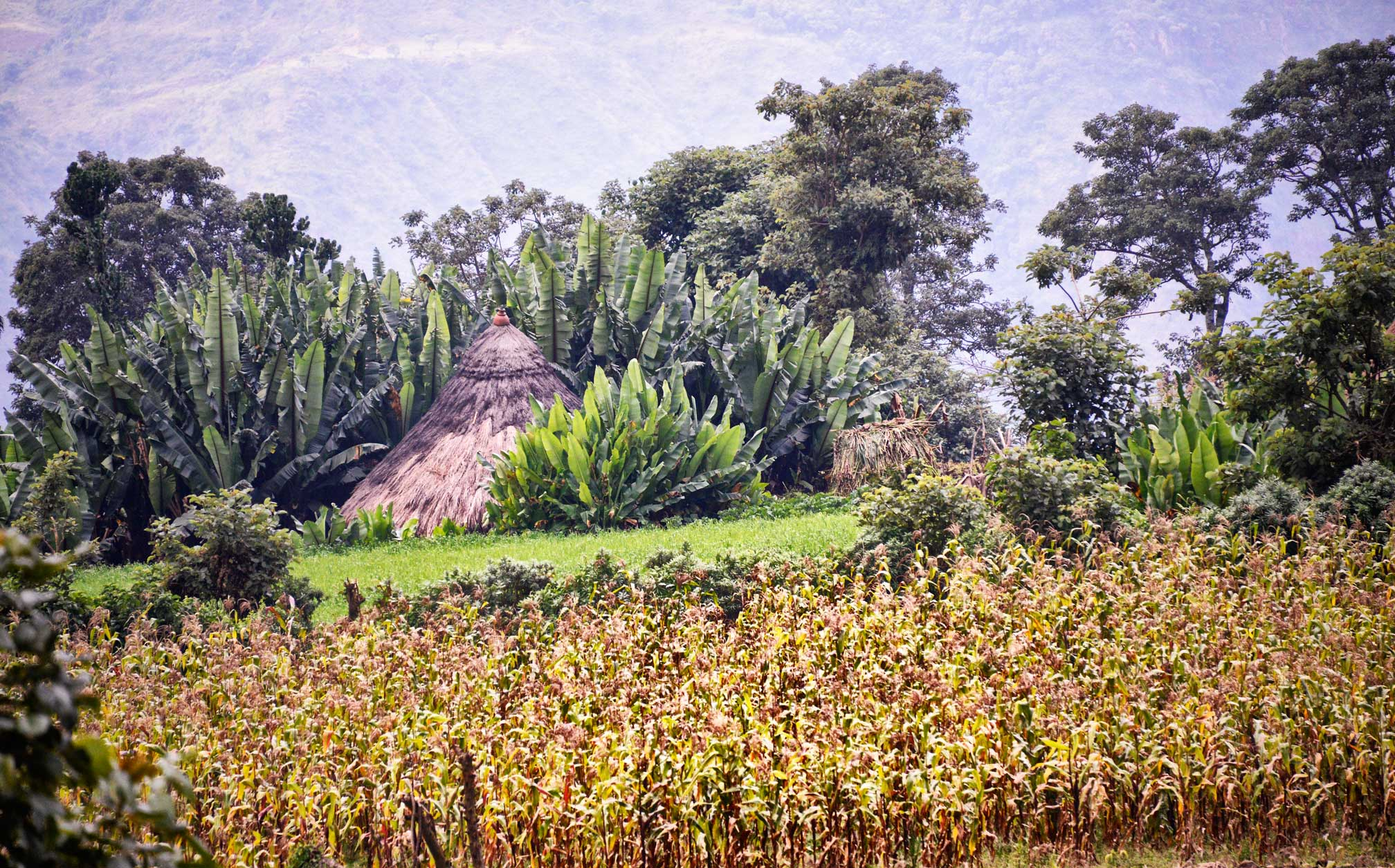
Von Ensete umgebenes Haus der Dizi mit Strohdach. Im Vordergrund Sorghum

### Haus und Gebrauchsgegenstände
Für die Dizi sind – wie früher für ganz Äthiopien – zwischen den landwirtschaftlichen Anbauflächen verstreute kleine Gehöfte typisch, die nur selten zusammenhängende Siedlungen bilden. Hatte ein Ehemann früher mehrere Ehefrauen, so wohnte jede Frau in einem eigenen Haus. Der Mann besaß kein eigenes Haus, sondern wohnte und aß abwechselnd bei einer der Frauen; seinen persönlichen Besitz bewahrte er üblicherweise im Haus der ersten Frau auf. Die Häuser sind wie in der gesamten Region von Ensete-Pflanzungen umgeben. Die nach der Mitte des 20. Jahrhunderts nur noch selten anzutreffende traditionelle Unterkunft der Dizi war eine drei bis vier Meter hohe ungefähr elliptische Gras- und Strohhütte mit einem Durchmesser von mindestens fünf Metern und einem bis zum Boden reichenden Dach. Die Konstruktion hielt an langen elastischen Stangen, die im Kreis in den Boden gesteckt und an der Spitze zusammengebunden wurden. An der Innenseite wurden die Dach-/Wandflächen mit einer Mischung aus Lehm und Kuhdung verputzt, um eine Winddichtigkeit zu erreichen. Der oft nur ein Meter hohe Eingang wurde nachts mit einer Holzplatte oder Flechtmatte verschlossen. Man kochte auf einer Feuerstelle in der Mitte, um die sich nachts die Familie zum Schlafen legte. An die Stelle dieser Bauform ist das in weiten Teilen Äthiopiens auf dem Land übliche Kegeldachhaus (tukul) mit Strohdach und senkrechten Wänden aus Holzstangen mit Lehmbewurf getreten, falls nicht gleich zu einem rechteckigen Lehmhaus mit flachem Satteldach aus Wellblech übergegangen wurde.
In der Umgebung von Jabba im Nordwesten und am Süd- und Südostrand des Dizi-Gebietes wurde früher aus Laterit und Holzkohle Roheisen geschmolzen und dieses vor Ort zu einfachen Eisenwerkzeugen geschmiedet. Nach der Mitte des 20. Jahrhunderts verwendeten die Schmiede wie allgemein hierfür als Rohmaterial Autoschrott. Typisch für die Dizi-Eisenwerkzeuge (Messer, Äxte, Grabstöcke) ist die Verbindung mit den Holzgriffen oder -stielen durch Dornschäftung (das Eisen wird in ein Loch im Holz gesteckt). Zu den wenigen selbst hergestellten Eisengegenständen gehören Kuhglocken mit Klöppeln in einer flachen geschlossenen Form und einer offenen Form aus zwei Halbschalen.
Ohne spezialisierte Töpferkaste beschränkt sich die Töpferei bei den Dizi auf eine Form eines grobschlächtigen rundbauchigen Topfes, der oben in einen Zylinder übergeht und in verschiedenen Größen (mit ungefähr 15 bis 30 Zentimeter Durchmesser) hergestellt wird. Diesen henkellosen Topf verwenden die Dizi universell in der Küche, er ist außer bei den benachbarten Sheko in Äthiopien unbekannt. Daneben stellen die Dizi rundbauchige Amphoren mit zwei seitlichen Henkeln am Hals her, in denen Bier gebraut und aufbewahrt wird. Dieser iyaru genannte Topf kommt in ganz Äthiopien vor (amharisch gan). Eine kleinere Variante mit langem Hals wird zum Kaffeekochen verwendet.
Die Dizi kannten früher das Verbot, Milch in Tongefäße zu füllen und verwendeten stattdessen beim Melken und zur Aufbewahrung von Milch Kalebassen. In diesem Verbot sieht Eike Haberland (1993) einen entfernten Bezug zu dem die gesamte Kultur prägenden Kult um Rinder bei den nilotischen Viehhirten Ostafrikas, den Melville J. Herskovits (1926) als cattle complex bezeichnete. Für diese Verwendung sollen die Dizi in früherer Zeit auch Holzgefäße hergestellt haben. Bei Festen wurde Bier in flache Holztröge gefüllt und von dort herausgeschöpft.

### Musikinstrumente und Sakralgegenstände

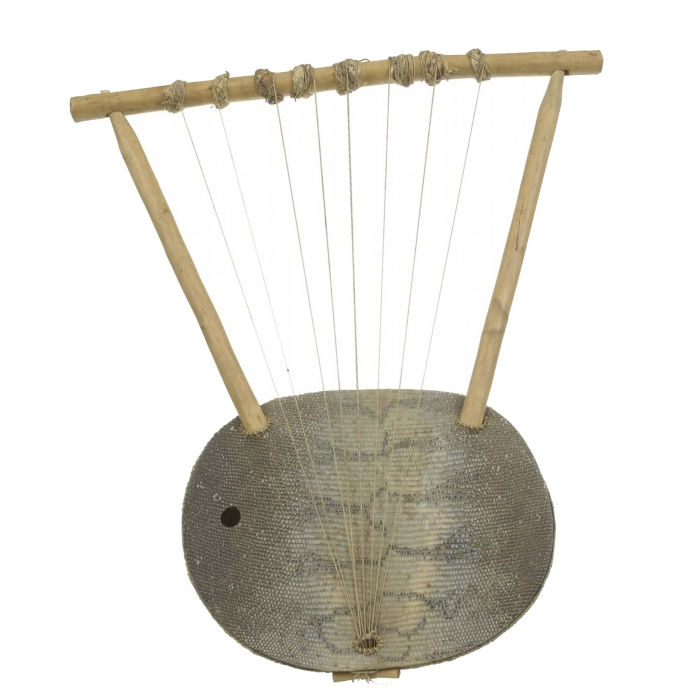
Achtsaitige Schalenleier endongo aus Uganda. Tropenmuseum, Amsterdam, vor 1955

Die zahlreichen Musikkulturen Südäthiopiens stehen im Schatten der wesentlich mit den Amharen verbundenen Musik des Hochlandes und wurden im Unterschied zu dieser kaum erforscht. Während im Hochland eine relativ große Zahl von Musikinstrumenten – aufgeteilt nach ihrer Verwendung in der religiösen Musik oder in der von Berufsmusikern gespielten Unterhaltungsmusik – vorkommen, sind der Süden und die östlichen Ebenen Äthiopiens (Oromo, Afar) und am gesamten Horn von Afrika (mit Ausnahme der von Arabien beeinflussten Musik der Somali) arm an Musikinstrumenten. Die Oromo verwendeten lediglich Trommeln und Klanghölzer, bei Tänzen erzeugten die Frauen der zu den Oromo gehörenden Borana den Rhythmus, indem sie mit den Füßen auf am Boden ausgebreitete Häute stampften. Ebenso wenig traditionelle Musikinstrumente besitzen die südlichen und westlich nilotischen Nachbarn der Dizi. Eine den Balladensängern (azmari) oder Kirchensängern (dabtara) vergleichbare Gruppe von Berufsmusikern fehlt ebenfalls im Süden.
Dagegen besaßen die Dizi und andere omotische Sprachgruppen ein deutlich umfangreicheres Inventar an Musikinstrumenten. Die Wolaytta kannten etwa mehrere Rohrflöten, drei Längs- und Quertrompeten (vgl. die Längstrompete waza der Berta), ein Xylophon, eine Leier und drei Trommeln. Traditionelle Musikinstrumente der Dizi und anderer omotischer Sprachgruppen, deren Typus auch bei den Amharen im Hochland vorkommt, sind mehrere Arten von Leiern, Längsflöten, Trommeln aus Ton und Holz sowie längs und quer geblasene Trompeten. Andere Instrumente, die im Hochland nicht vorkommen, haben die Dizi und ihre Nachbarn mit den Niloten im Süden gemeinsam: Eintonflöten unterschiedlicher Tonhöhen, die zu mehreren vereint Melodien spielen, Panflöten früher bei Hirten, Xylophone (in der einfachsten Form mehrere hälftig gespaltene Äste auf zwei parallel am Boden liegenden Ensete-Blattrippen angeordnet), Kalebassenrasseln, Schellen aus Eisen, Glocken und Lamellophone (tantang, regional erst im 20. Jahrhundert eingeführt). Ein weiteres Instrument, das im Hochland nicht vorkommt, ist eine kugelförmige Gefäßflöte (in Maji wuter und auf Dime boka genannt) aus einer Fruchtschale, deren Typus überwiegend weiter westlich in Uganda und am Kongo (lofolongo) verbreitet ist. Es ist unklar, ob die Dize früher eine Gefäßflöte mit zwei Fingerlöchern wie bei den Dime oder mit vier Fingerlöchern wie bei den Sheko besaßen. Bei beiden Gruppen waren Gefäßflöten in den 1950er Jahren häufig, in den 1970er Jahren nur noch selten anzutreffen. Einzigartig für ganz Afrika waren früher in Südäthiopien (zumindest bei Gawwada-Sprechern) durch die Nase geblasene kleine Kugelflöten.
Die Schalenleier ist das bis heute beliebteste traditionelle Musikinstrument der Dizi. Leiern gelangten vom Alten Ägypten den Nil aufwärts und sind heute im Nordosten Afrikas und in den Küstenregionen der Arabischen Halbinsel verbreitet (Schalenleier tanbura). Das aksumitische Reich gilt als Ausgangspunkt für die Verbreitung der Kastenleiern in Äthiopien. Die amharische Kastenleier beganna wird im Hochland in der sakralen Musik gespielt und die amharische krar hat einen schalen- oder kastenförmigen Korpus, ansonsten sind die heutigen afrikanischen Leiern mutmaßlich vom äthiopischen Hochland aus verbreitete Schalenleiern.  Im Umkreis der Dizi gehören hierzu die tom der Schilluk im Südsudan und die endongo in Uganda.
Die Dizi unterscheiden nach der Größe namentlich fünf Leiern, deren Ansehen mit zunehmender Größe wächst. Die größte Leier (gāz) mit sechs Saiten durfte früher nur von Adligen gespielt werden und wurde in ihrer Wertschätzung mit Kirchenleier beganna verglichen. Sie kam bei Hochzeiten und Begräbnissen von Häuptlingen zum Einsatz. Die Verbindung zur beganna geht auch aus der Chronik des Adi kyaz hervor, in der es heißt, dass der König von Gescha (ein Distrikt im Südwesten) eine Leier wie die beganna besaß, zu deren Begleitung seine Tochter sang oder tanzte.
Die übrigen Leiern besitzen nur fünf Saiten: die zweitgrößte Leier čoyngi (oder čongi), die mittelgroße kunčʿa, die kleine kib’ä und die kleinste Leier bar. Alle Leiern der Dizi besitzen symmetrisch schräg vom Korpus nach außen verlaufende Jocharme. Der Korpus besteht aus einer runden, leicht ovalen Holzschale, deren größte Ausdehnung parallel zur Jochstange verläuft und die mit Ziegen- oder Antilopenhaut bespannt ist. Die Saiten (traditionell aus Pflanzenfasern) verlaufen von einem zentralen Befestigungspunkt am unteren Rand der Korpusdecke über einen ungefähr mittig aufgesetzten Steg spitzwinklig auseinander bis zur Jochstange, an der sie mit dicken Wicklungen festgebunden sind. Bei den Amharen ist die krar ein Instrument der berufsmäßigen Barden. Zwar kennen die Dizi keine Berufsmusiker, sie bildeten aber – als eine Besonderheit in ganz Äthiopien – nach einem Bericht von 1960 große Orchester mit mindestens 14 Leierspielern.
Die genannten Musikinstrumente dienten oder dienen der eigenen und kollektiven Unterhaltung. Für die zeremonielle Musik und als Insignien des Häuptlings waren große Röhrentrommeln (tarbu) unentbehrlich. Die Trommeln sind ungefähr zylindrisch und nach beiden Seiten etwas verjüngt (fassförmig) aus einem Holzstamm geschnitzt, häufig aus dem weichen Holz von Cordia africana (amharisch wanza). Beide Enden sind mit Häuten bespannt, die fast über den gesamten Korpus gezogen und in der Mitte gegeneinander verschnürt wurden. Die Klänge der mit den Händen geschlagenen Trommel symbolisierten die Macht des Häuptlings. Deshalb war es das erste Ziel des Feindes bei den zahlreichen Kleinkriegen bis zum 19. Jahrhundert, die Zeremonialtrommel des Häuptlings zu entwenden oder sie zu zerstören. Für die Unterhaltungsmusik gab es kleinere Trommeln (kul’e).

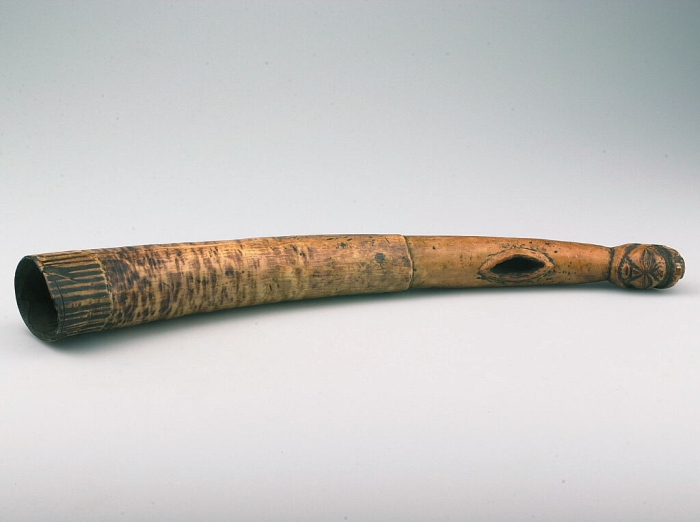
Elfenbeintrompete vom unteren Kongo, vor 1885

Ebenso bedeutungsvoll für den Häuptling waren Quertrompeten, vor allem Elfenbeintrompeten, die in der zeremoniellen Musik des Herrschers und als seine Insignien in einem großen Gebiet von Westafrika über das Kongobecken bis Ostafrika verbreitet waren. Elfenbeintrompeten werden durch ein seitliches Loch nahe an der Spitze angeblasen. Sie wurden bei Zeremonien des Herrschers, etwa bei seiner Inthronisierung und Bestattung, und zur Verkündigung besonderer Ereignisse eingesetzt. Ihre Verwendung bei den Dize, den benachbarten Dime und den Anuak im Südsudan bildete in Ostafrika den nördlichen Ausläufer der Verbreitungsregion. Wegen ihrer Größe und kunstvollen Verzierung außergewöhnliche Elfenbeintrompeten waren die siwa der Swahili-Herrscher, die Vasco da Gama 1498 bei seiner Ankunft an der ostafrikanischen Küste zu hören bekam und als erster Europäer erwähnte. Die Elfenbeintrompeten der Dizi waren an der Oberfläche unbearbeitet, dafür mit Hautstreifen überzogen und besaßen einen Trageriemen. Ebenso zeremoniell oder für Ankündigungen verwendet wurden die langen schlanken Bambustrompeten malakat mit Schallbechern aus Metall oder Kalebassen im äthiopischen Hochland, die jedoch typologisch den westafrikanischen kakaki näherstehen.
Kürzere Quertrompeten aus Tierhörnern (Büffel- oder Antilopenhörner) oder aus mit Leder überzogenem Holz gehörten ebenso zum Instrumentarium der Häuptlinge. Dünne hölzerne Quertrompeten von bis zu 70 Zentimetern Länge wurden vom einfachen Volk bei Hochzeiten, Beerdigungen und zur Ankündigung von Versammlungen geblasen. Diese zweitrangigen Trompeten sind funktionell mit den Rinderhörnern mbiu der Swahili vergleichbar. Ferner werden in der Region eine Vielzahl von quer geblasenen Antilopenhörnern als Signalinstrumente verwendet.
Außer den in schwarzafrikanischen Kulturen verbreiteten Insignien des Herrschers Trommel und Trompete gehörten Halsketten und Armringe bei den Dizi zu den Symbolen seiner Macht. Des Weiteren beschreibt Eike Haberland (1993) in diesem Zusammenhang einen „phallischen Stirnschmuck“, den manche Häuptlinge trugen und der wohl aus dem äthiopischen Hochland zu den Dizi kam. Diese „heilige Insignie“ besteht aus einer runden Scheibe und einer darauf stehenden etwa acht Zentimeter langen konische Hülse aus Messingblech mit einem kugel- oder kegelförmigen Aufsatz an der Spitze. Ein solcher Stirnschmuck heißt (auf Oromo und in anderen äthiopischen Sprachen) kallačča (kallachcha), er wird oder wurde mit einem Band mittig auf der Stirn befestigt und so in einigen Regionen Äthiopiens von Würdenträgern getragen. Haberland interpretiert ihn als „stilisierte Darstellung des abgeschnittenen Penis eines Feindes“ und ordnet ihn dem „Töterwesen“ zu, das ein Aspekt des von der deutschsprachigen, kulturhistorisch ausgerichteten Ethnologie erforschten „Verdienstkomplexes“ ist und als Phänomen vor allem im Nordosten Afrikas gefunden wurde. Beim Töterwesen erhält ein Mann einen gehobenen Status, wenn er einen männlichen Feind oder ein gefährliches Wildtier getötet hat. Wie Hermann Amborn (2009) herausfand, galt der kallačča früher als sakrales Kultobjekt und erhielt seine phallische Bedeutung erst durch die Interpretation der Ethnologen. Heute hat sich diese Symbolik für äthiopische Händler als hilfreich für den Verkauf von kallačča an Touristen erwiesen.